# Carly Smithson
Carly Smithson (12 de septiembre de 1983 en Dublín Irlanda) es una cantante y compositora irlandesa. Actualmente es la vocalista de la banda de hard rock We Are The Fallen.

## Primeros años
Los padres de Carly son Marie Murray y Luke Hennessy Smithson, tiene un hermanastro mayor llamado Nik y una hermana más joven llamada Shannon. Después de vivir 6 meses en Dublín Irlanda, Smithson y sus padres se trasladaron a Johannesburgo, Sudáfrica. donde ella vivió hasta que regresó a Dublín cuando tenía 4 años de edad.
Ella comenzó su pasión por la música a la edad de 4 años y empezó a cantar a los 5 años de edad; también tiene cierta experiencia con la actuación, ya que apareció en anuncios de Denny's por tres años y en 1990 interpretó el personaje de la joven Marianne en Fools Of Fortune. Dos años más tarde, en 1992, se unió al elenco de Les Misérables en Irlanda interpretando el personaje de Cosette. 
Su primera travesía en el mundo de la música fue cuando tenía 10 años y lanzó un CD navideño, de manera independiente, llamado 'Carly's Christmas' en el Reino Unido.
A los 14 años de edad, Carly se enteró sobre el divorcio de sus padres, algo muy duro para ella y la causa de aferrarse más a sus composiciones y a su música. Un año después, Carly y su padre se mudan a San Diego California EE.UU, para volver realidad sus sueños. 

### Formación Musical con Ultimate High
Carly grabó y lanzó un álbum para MCA Records llamado "Ultimate High" en 2001 como Carly Hennessy. Ella ha dicho que el álbum no tuvo la oportunidad de encontrar una audiencia; el álbum de Smithson fue liberado, pero con una promoción limitada; aun así Carly ganó un Meteor Award 2003 como "la Mejor Cantante Femenina Irlandesa".
Algunas de las canciones para el álbum de Smithson fueron escritas por Danielle Brisebois, quien escribió canciones para Kelly Clarkson; una de sus canciones, "Just Missed the Train", fue lanzada en ambos discos, en el álbum 'Ultimate High' de Carly y en el álbum Thankful de Kelly Clarkson.
Tras el éxito de Carly Smithson en American Idol, las copias de "Ultimate High" salieron de nuevo en los estantes de las disqueras y de las tiendas Virgin Records. El álbum y el vídeo musical de "I'm Gonna Blow Your Mind" estuvieron disponibles como descarga en iTunes durante un breve período después de la eliminación de Carly. El álbum alcanzó el Top 10 de ventas en el Top de Amazon.

## Vida personal
Después de la poca promoción de Ultimate High, Carly decidió tomarse un descanso musical. Poco después, conoció a su esposo Todd Smithson, un artista del tatuaje y dueño de una tienda llamada "Nothing Sacred Tattoo". Carly trabajó a su lado en la tienda y se ha realizado cerca de 9 tatuajes. Su tatuaje más famoso es el de una geisha plasmada en su brazo.
Carly y Todd vivieron en Marietta, Georgia, durante unos años cuando ella trabajó en un bar irlandés llamado Fado. En 2005, se mudaron a Los Ángeles California en donde residen en ocasiones especiales; el 9 de junio de 2012, Carly reveló a través de Twitter que estaba embarazada de una niña, la cual nació el 30 de septiembre del 2012 a las 10:55 PM, aunque el nacimiento se reveló hasta el 3 de octubre por el mismo medio. El nombre de la niña es Olivia Mabel Smithson.

## American Idol
En 2005, Smithson y su marido regresaron a San Diego, donde actualmente residen; tiempo después Todd, marido de Carly la convenció para que hiciera una audición en Las Vegas para la quinta temporada de American Idol y fue aceptada por unanimidad, alcanzó llegar a Hollywood, sin embargo, más tarde fue descalificada porque se retrasó el papeleo para su visa de trabajo; ella quedó destrozada y no quería continuar.
Sin embargo, en 2007, ella hizo de nuevo una audición para American Idol en su séptima temporada, una vez más paso a la fase de Hollywood, pero esta vez con la debida documentación. Su audición fue en el "Qualcomm Stadium" en San Diego el 30 y 31 de julio del 2007, y avanzó con un voto unánime después de cantar "I'm Every Woman"; Simon Cowell señaló que se acordó de ella por su audición en la Temporada 5.
En Hollywood, cantó "Heart Alone" para su audición y recibió elogios unánimes de Randy, Paula y Simon; Carly fue una de los primeros concursantes extranjeros en pasar al Top 12 junto con Michael Johns. Smithson estuvo en los últimos 2/3, tres veces, el 19 de marzo por su demostración de The Beatles "Blackbird"; y el 10 de abril por su demostración de Queen "The Show Must Go On".
El contrato discográfico de Carly se convirtió en una controversia, ya que algunos artículos de la prensa la criticaban por la grabación de un álbum antes de participar en American Idol. Rápidamente y sin temor, reconoció haber tenido ese contrato anterior a American Idol; gracias a esto, durante la competencia en American Idol, los aficionados la apodaron "Fighting Irish" (irlandesa que lucha)
Smithson siguió en American Idol hasta su eliminación el 23 de abril del 2008, interpretando el tema principal del musical de Andrew Lloyd Webber Jesus Christ Superstar. Su última actuación en American Idol fue considerada por los jueces como la mejor.
El día antes de su eliminación, Simon Cowell dijo, "pienso que es el mejor desempeño de la noche hasta ahora", lo que provocó que Carly usara una camiseta que le enviaron sus aficionados con la frase "Simón Me Adora (esta semana)". Después de que Ryan Seacrest anunciara la eliminación, Simon Cowell dijo: "pido disculpas por hacerte un cumplido ayer por la noche, no se si era el beso de la muerte, pero déjenme decirles, Carly se va con la frente en alto."

### Controversia en American Idol
La eliminación de Carly fue un shock para los espectadores, ya que era considerada una de las favoritas en el programa. Esto provocó una reacción sin precedentes, como algunos aficionados enojados que cuestionaban la credibilidad del popular programa, ya que cuando llamaban a los teléfonos sonaban ocupados durante el período de votación.
El público pidió que el show publique los votos totales en pantalla; y en un comunicado de prensa Fox y los productores del programa afirmaron que: "La red y los productores no revelarán recuentos de los votos para la competencia, ya que la liberación de dicha información sólo serviría para crear rumores y especulaciones adicionales "; en conflicto con la afirmación, el productor ejecutivo Ken Warwick, afirmó que estaban abiertos al escrutinio, diciendo "Nadie está diciendo que no pueden mirar los votos."

### Después de American Idol

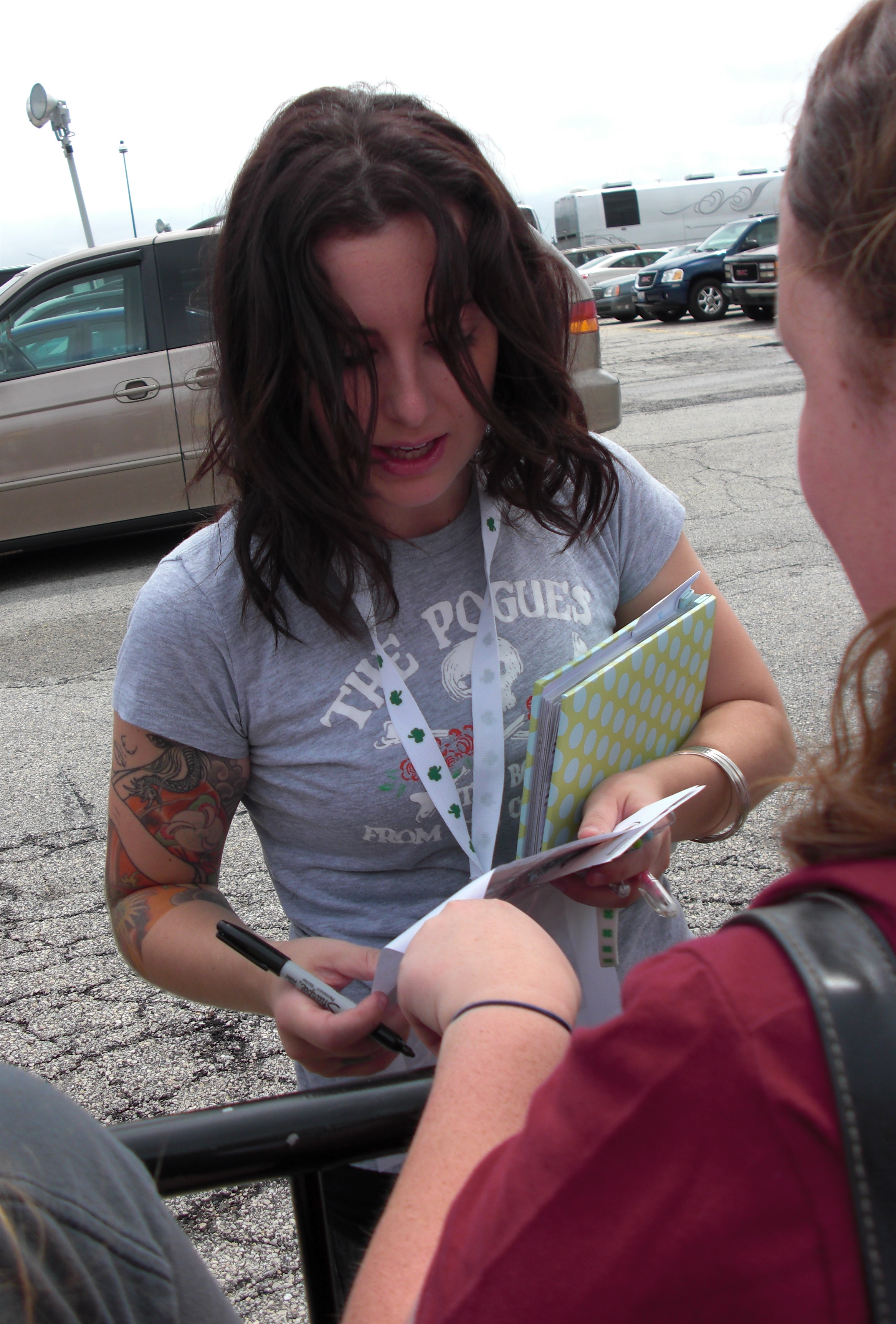
Smithson firmando autógrafos durante la gira American Idols Live!2008.

Después de que fue eliminada de American Idol, Smithson hizo la habitual serie de apariciones en programas de entrevistas, incluyendo Live con Regis y Kelly, The Tonight Show con Jay Leno, Access Hollywood, Today y The Ellen DeGeneres Show, donde Carly mencionó que tenía varias ofertas de compañías disqueras pero que aún estaba temerosa, ya que comentaba que fue muy difícil pasar por toda esa controversia en American Idol y que realmente llegó a pensar que su mundo en la música estaba marcado.
El 1 de julio y el 12 de septiembre del 2008, Carly se unió a sus excompañeros en un Top 10 de los concursantes de American Idol para una pequeña gira nacional llamada "American Idols LIVE! Tour 2008", donde repitió sus interpretaciones de American Idol; tales como "Crazy on You" y "I Drove All Night".
La gente que maneja las giras de American Idol le pidieron a Carly que interpretara la canción "Bring Me to Life" del grupo de rock alternativo Evanescence, sin imaginar lo que el futuro le deparaba. Carly no tenía planeado cantar esa canción, ella había practicado y ensayado un cover de Iron Maiden, pero los promotores de la gira no le permitieron cantar el tema por considerarlo "poco familiar".
Después de esa gira, regresó a American Idol en su octava temporada, como mentor de los concursantes que participaban en Boot Camp donde les dan formación musical a los concursantes durante la "Semana de Hollywood".
Más tarde, el 18 de febrero del 2009 en el show en vivo de los semifinales de la octava temporada, ella y Michael Johns cantaron la canción "The Letter". Smithson también cantó "She Works Hard for the Money" junto con las otras cinco finalistas; además, cantó "Faith", "Father Figure", y "Freedom! '90" junto con los otros 11 finalistas. Smithson apareció en la temporada 8 donde se desempeñó como corresponsal cubriendo los eventos de celebración en San Diego. En el 2010 y 2011, fue nombrada por la revista "Revolver" como una de las chicas más ardientes del hard rock.

### Resultados durante las semanas de votación
| Semana #   | Semana #   | Semana #   | Semana #   | Semana #   | Semana #   | Semana #   | Semana #   | Semana #   | Semana #   | Semana #   | Semana #   | Semana #   | Semana #   | Semana #   | Semana #   | Semana #   | Semana #   | Semana #   | Semana #   | Semana #   | Semana #   | Semana #   | Semana #   | Semana #   | Semana #   | Semana #   | Semana #   | Semana #   | Semana #   | Semana #   | Semana #   | Semana #   | Semana #   | Semana #   | Semana #   | Semana #   | Semana #   | Semana #   | Semana #   | Semana #   | Semana #   | Semana #   | Semana #   | Semana #   | Semana #   | Semana #   | Semana #   | Semana #   | Semana #   | Semana #   | Semana #   | Semana #   | Semana #   | Semana #   | Semana #   | Semana #   | Semana #   | Semana #   | Semana #   | Semana #   | Semana #   | Semana #   | Semana #   | Semana #   | Semana #   | Semana #   | Semana #   | Semana #   | Semana #   | Semana #   | Semana #   | Semana #   | Semana #   | Semana #   | Semana #   | Semana #   | Semana #   | Semana #   | Semana #   | Semana #   | Semana #   | Semana #   | Semana #   | Semana #   | Semana #   | Semana #   | Semana #   | Semana #   | Semana #   | Semana #   | Semana #   | Semana #   | Semana #   | Semana #   | Semana #   | Semana #   | Semana #   | Semana #   | Semana #   | Tema                | Tema                | Tema                | Tema                | Tema                | Tema                | Tema                | Tema                | Tema                | Tema                | Tema                | Tema                | Tema                | Tema                | Tema                | Tema                | Tema                | Tema                | Tema                | Tema                | Tema                | Tema                | Tema                | Tema                | Tema                | Tema                | Tema                | Tema                | Tema                | Tema                | Tema                | Tema                | Tema                | Tema                | Tema                | Tema                | Tema                | Tema                | Tema                | Tema                | Tema                | Tema                | Tema                | Tema                | Tema                | Tema                | Tema                | Tema                | Tema                | Tema                | Tema                | Tema                | Tema                | Tema                | Tema                | Tema                | Tema                | Tema                | Tema                | Tema                | Tema                | Tema                | Tema                | Tema                | Tema                | Tema                | Tema                | Tema                | Tema                | Tema                | Tema                | Tema                | Tema                | Tema                | Tema                | Tema                | Tema                | Tema                | Tema                | Tema                | Tema                | Tema                | Tema                | Tema                | Tema                | Tema                | Tema                | Tema                | Tema                | Tema                | Tema                | Tema                | Tema                | Tema                | Tema                | Tema                | Tema                | Tema                | Tema                | Tema                | Canción                      | Canción                      | Canción                      | Canción                      | Canción                      | Canción                      | Canción                      | Canción                      | Canción                      | Canción                      | Canción                      | Canción                      | Canción                      | Canción                      | Canción                      | Canción                      | Canción                      | Canción                      | Canción                      | Canción                      | Canción                      | Canción                      | Canción                      | Canción                      | Canción                      | Canción                      | Canción                      | Canción                      | Canción                      | Canción                      | Canción                      | Canción                      | Canción                      | Canción                      | Canción                      | Canción                      | Canción                      | Canción                      | Canción                      | Canción                      | Canción                      | Canción                      | Canción                      | Canción                      | Canción                      | Canción                      | Canción                      | Canción                      | Canción                      | Canción                      | Canción                      | Canción                      | Canción                      | Canción                      | Canción                      | Canción                      | Canción                      | Canción                      | Canción                      | Canción                      | Canción                      | Canción                      | Canción                      | Canción                      | Canción                      | Canción                      | Canción                      | Canción                      | Canción                      | Canción                      | Canción                      | Canción                      | Canción                      | Canción                      | Canción                      | Canción                      | Canción                      | Canción                      | Canción                      | Canción                      | Canción                      | Canción                      | Canción                      | Canción                      | Canción                      | Canción                      | Canción                      | Canción                      | Canción                      | Canción                      | Canción                      | Canción                      | Canción                      | Canción                      | Canción                      | Canción                      | Canción                      | Canción                      | Canción                      | Canción                      | Artista Original       | Artista Original       | Artista Original       | Artista Original       | Artista Original       | Artista Original       | Artista Original       | Artista Original       | Artista Original       | Artista Original       | Artista Original       | Artista Original       | Artista Original       | Artista Original       | Artista Original       | Artista Original       | Artista Original       | Artista Original       | Artista Original       | Artista Original       | Artista Original       | Artista Original       | Artista Original       | Artista Original       | Artista Original       | Artista Original       | Artista Original       | Artista Original       | Artista Original       | Artista Original       | Artista Original       | Artista Original       | Artista Original       | Artista Original       | Artista Original       | Artista Original       | Artista Original       | Artista Original       | Artista Original       | Artista Original       | Artista Original       | Artista Original       | Artista Original       | Artista Original       | Artista Original       | Artista Original       | Artista Original       | Artista Original       | Artista Original       | Artista Original       | Artista Original       | Artista Original       | Artista Original       | Artista Original       | Artista Original       | Artista Original       | Artista Original       | Artista Original       | Artista Original       | Artista Original       | Artista Original       | Artista Original       | Artista Original       | Artista Original       | Artista Original       | Artista Original       | Artista Original       | Artista Original       | Artista Original       | Artista Original       | Artista Original       | Artista Original       | Artista Original       | Artista Original       | Artista Original       | Artista Original       | Artista Original       | Artista Original       | Artista Original       | Artista Original       | Artista Original       | Artista Original       | Artista Original       | Artista Original       | Artista Original       | Artista Original       | Artista Original       | Artista Original       | Artista Original       | Artista Original       | Artista Original       | Artista Original       | Artista Original       | Artista Original       | Artista Original       | Artista Original       | Artista Original       | Artista Original       | Artista Original       | Artista Original       | Orden | Orden | Orden | Orden | Orden | Orden | Orden | Orden | Orden | Orden | Orden | Orden | Orden | Orden | Orden | Orden | Orden | Orden | Orden | Orden | Orden | Orden | Orden | Orden | Orden | Orden | Orden | Orden | Orden | Orden | Orden | Orden | Orden | Orden | Orden | Orden | Orden | Orden | Orden | Orden | Orden | Orden | Orden | Orden | Orden | Orden | Orden | Orden | Orden | Orden | Orden | Orden | Orden | Orden | Orden | Orden | Orden | Orden | Orden | Orden | Orden | Orden | Orden | Orden | Orden | Orden | Orden | Orden | Orden | Orden | Orden | Orden | Orden | Orden | Orden | Orden | Orden | Orden | Orden | Orden | Orden | Orden | Orden | Orden | Orden | Orden | Orden | Orden | Orden | Orden | Orden | Orden | Orden | Orden | Orden | Orden | Orden | Orden | Orden | Orden | Resultado | Resultado | Resultado | Resultado | Resultado | Resultado | Resultado | Resultado | Resultado | Resultado | Resultado | Resultado | Resultado | Resultado | Resultado | Resultado | Resultado | Resultado | Resultado | Resultado | Resultado | Resultado | Resultado | Resultado | Resultado | Resultado | Resultado | Resultado | Resultado | Resultado | Resultado | Resultado | Resultado | Resultado | Resultado | Resultado | Resultado | Resultado | Resultado | Resultado | Resultado | Resultado | Resultado | Resultado | Resultado | Resultado | Resultado | Resultado | Resultado | Resultado | Resultado | Resultado | Resultado | Resultado | Resultado | Resultado | Resultado | Resultado | Resultado | Resultado | Resultado | Resultado | Resultado | Resultado | Resultado | Resultado | Resultado | Resultado | Resultado | Resultado | Resultado | Resultado | Resultado | Resultado | Resultado | Resultado | Resultado | Resultado | Resultado | Resultado | Resultado | Resultado | Resultado | Resultado | Resultado | Resultado | Resultado | Resultado | Resultado | Resultado | Resultado | Resultado | Resultado | Resultado | Resultado | Resultado | Resultado | Resultado | Resultado | Resultado |
| Mejores 24 | Mejores 24 | Mejores 24 | Mejores 24 | Mejores 24 | Mejores 24 | Mejores 24 | Mejores 24 | Mejores 24 | Mejores 24 | Mejores 24 | Mejores 24 | Mejores 24 | Mejores 24 | Mejores 24 | Mejores 24 | Mejores 24 | Mejores 24 | Mejores 24 | Mejores 24 | Mejores 24 | Mejores 24 | Mejores 24 | Mejores 24 | Mejores 24 | Mejores 24 | Mejores 24 | Mejores 24 | Mejores 24 | Mejores 24 | Mejores 24 | Mejores 24 | Mejores 24 | Mejores 24 | Mejores 24 | Mejores 24 | Mejores 24 | Mejores 24 | Mejores 24 | Mejores 24 | Mejores 24 | Mejores 24 | Mejores 24 | Mejores 24 | Mejores 24 | Mejores 24 | Mejores 24 | Mejores 24 | Mejores 24 | Mejores 24 | Mejores 24 | Mejores 24 | Mejores 24 | Mejores 24 | Mejores 24 | Mejores 24 | Mejores 24 | Mejores 24 | Mejores 24 | Mejores 24 | Mejores 24 | Mejores 24 | Mejores 24 | Mejores 24 | Mejores 24 | Mejores 24 | Mejores 24 | Mejores 24 | Mejores 24 | Mejores 24 | Mejores 24 | Mejores 24 | Mejores 24 | Mejores 24 | Mejores 24 | Mejores 24 | Mejores 24 | Mejores 24 | Mejores 24 | Mejores 24 | Mejores 24 | Mejores 24 | Mejores 24 | Mejores 24 | Mejores 24 | Mejores 24 | Mejores 24 | Mejores 24 | Mejores 24 | Mejores 24 | Mejores 24 | Mejores 24 | Mejores 24 | Mejores 24 | Mejores 24 | Mejores 24 | Mejores 24 | Mejores 24 | Mejores 24 | Mejores 24 | 1960´s              | 1960´s              | 1960´s              | 1960´s              | 1960´s              | 1960´s              | 1960´s              | 1960´s              | 1960´s              | 1960´s              | 1960´s              | 1960´s              | 1960´s              | 1960´s              | 1960´s              | 1960´s              | 1960´s              | 1960´s              | 1960´s              | 1960´s              | 1960´s              | 1960´s              | 1960´s              | 1960´s              | 1960´s              | 1960´s              | 1960´s              | 1960´s              | 1960´s              | 1960´s              | 1960´s              | 1960´s              | 1960´s              | 1960´s              | 1960´s              | 1960´s              | 1960´s              | 1960´s              | 1960´s              | 1960´s              | 1960´s              | 1960´s              | 1960´s              | 1960´s              | 1960´s              | 1960´s              | 1960´s              | 1960´s              | 1960´s              | 1960´s              | 1960´s              | 1960´s              | 1960´s              | 1960´s              | 1960´s              | 1960´s              | 1960´s              | 1960´s              | 1960´s              | 1960´s              | 1960´s              | 1960´s              | 1960´s              | 1960´s              | 1960´s              | 1960´s              | 1960´s              | 1960´s              | 1960´s              | 1960´s              | 1960´s              | 1960´s              | 1960´s              | 1960´s              | 1960´s              | 1960´s              | 1960´s              | 1960´s              | 1960´s              | 1960´s              | 1960´s              | 1960´s              | 1960´s              | 1960´s              | 1960´s              | 1960´s              | 1960´s              | 1960´s              | 1960´s              | 1960´s              | 1960´s              | 1960´s              | 1960´s              | 1960´s              | 1960´s              | 1960´s              | 1960´s              | 1960´s              | 1960´s              | 1960´s              | "The Shadow of Your Smile"   | "The Shadow of Your Smile"   | "The Shadow of Your Smile"   | "The Shadow of Your Smile"   | "The Shadow of Your Smile"   | "The Shadow of Your Smile"   | "The Shadow of Your Smile"   | "The Shadow of Your Smile"   | "The Shadow of Your Smile"   | "The Shadow of Your Smile"   | "The Shadow of Your Smile"   | "The Shadow of Your Smile"   | "The Shadow of Your Smile"   | "The Shadow of Your Smile"   | "The Shadow of Your Smile"   | "The Shadow of Your Smile"   | "The Shadow of Your Smile"   | "The Shadow of Your Smile"   | "The Shadow of Your Smile"   | "The Shadow of Your Smile"   | "The Shadow of Your Smile"   | "The Shadow of Your Smile"   | "The Shadow of Your Smile"   | "The Shadow of Your Smile"   | "The Shadow of Your Smile"   | "The Shadow of Your Smile"   | "The Shadow of Your Smile"   | "The Shadow of Your Smile"   | "The Shadow of Your Smile"   | "The Shadow of Your Smile"   | "The Shadow of Your Smile"   | "The Shadow of Your Smile"   | "The Shadow of Your Smile"   | "The Shadow of Your Smile"   | "The Shadow of Your Smile"   | "The Shadow of Your Smile"   | "The Shadow of Your Smile"   | "The Shadow of Your Smile"   | "The Shadow of Your Smile"   | "The Shadow of Your Smile"   | "The Shadow of Your Smile"   | "The Shadow of Your Smile"   | "The Shadow of Your Smile"   | "The Shadow of Your Smile"   | "The Shadow of Your Smile"   | "The Shadow of Your Smile"   | "The Shadow of Your Smile"   | "The Shadow of Your Smile"   | "The Shadow of Your Smile"   | "The Shadow of Your Smile"   | "The Shadow of Your Smile"   | "The Shadow of Your Smile"   | "The Shadow of Your Smile"   | "The Shadow of Your Smile"   | "The Shadow of Your Smile"   | "The Shadow of Your Smile"   | "The Shadow of Your Smile"   | "The Shadow of Your Smile"   | "The Shadow of Your Smile"   | "The Shadow of Your Smile"   | "The Shadow of Your Smile"   | "The Shadow of Your Smile"   | "The Shadow of Your Smile"   | "The Shadow of Your Smile"   | "The Shadow of Your Smile"   | "The Shadow of Your Smile"   | "The Shadow of Your Smile"   | "The Shadow of Your Smile"   | "The Shadow of Your Smile"   | "The Shadow of Your Smile"   | "The Shadow of Your Smile"   | "The Shadow of Your Smile"   | "The Shadow of Your Smile"   | "The Shadow of Your Smile"   | "The Shadow of Your Smile"   | "The Shadow of Your Smile"   | "The Shadow of Your Smile"   | "The Shadow of Your Smile"   | "The Shadow of Your Smile"   | "The Shadow of Your Smile"   | "The Shadow of Your Smile"   | "The Shadow of Your Smile"   | "The Shadow of Your Smile"   | "The Shadow of Your Smile"   | "The Shadow of Your Smile"   | "The Shadow of Your Smile"   | "The Shadow of Your Smile"   | "The Shadow of Your Smile"   | "The Shadow of Your Smile"   | "The Shadow of Your Smile"   | "The Shadow of Your Smile"   | "The Shadow of Your Smile"   | "The Shadow of Your Smile"   | "The Shadow of Your Smile"   | "The Shadow of Your Smile"   | "The Shadow of Your Smile"   | "The Shadow of Your Smile"   | "The Shadow of Your Smile"   | "The Shadow of Your Smile"   | "The Shadow of Your Smile"   | Tony Bennett           | Tony Bennett           | Tony Bennett           | Tony Bennett           | Tony Bennett           | Tony Bennett           | Tony Bennett           | Tony Bennett           | Tony Bennett           | Tony Bennett           | Tony Bennett           | Tony Bennett           | Tony Bennett           | Tony Bennett           | Tony Bennett           | Tony Bennett           | Tony Bennett           | Tony Bennett           | Tony Bennett           | Tony Bennett           | Tony Bennett           | Tony Bennett           | Tony Bennett           | Tony Bennett           | Tony Bennett           | Tony Bennett           | Tony Bennett           | Tony Bennett           | Tony Bennett           | Tony Bennett           | Tony Bennett           | Tony Bennett           | Tony Bennett           | Tony Bennett           | Tony Bennett           | Tony Bennett           | Tony Bennett           | Tony Bennett           | Tony Bennett           | Tony Bennett           | Tony Bennett           | Tony Bennett           | Tony Bennett           | Tony Bennett           | Tony Bennett           | Tony Bennett           | Tony Bennett           | Tony Bennett           | Tony Bennett           | Tony Bennett           | Tony Bennett           | Tony Bennett           | Tony Bennett           | Tony Bennett           | Tony Bennett           | Tony Bennett           | Tony Bennett           | Tony Bennett           | Tony Bennett           | Tony Bennett           | Tony Bennett           | Tony Bennett           | Tony Bennett           | Tony Bennett           | Tony Bennett           | Tony Bennett           | Tony Bennett           | Tony Bennett           | Tony Bennett           | Tony Bennett           | Tony Bennett           | Tony Bennett           | Tony Bennett           | Tony Bennett           | Tony Bennett           | Tony Bennett           | Tony Bennett           | Tony Bennett           | Tony Bennett           | Tony Bennett           | Tony Bennett           | Tony Bennett           | Tony Bennett           | Tony Bennett           | Tony Bennett           | Tony Bennett           | Tony Bennett           | Tony Bennett           | Tony Bennett           | Tony Bennett           | Tony Bennett           | Tony Bennett           | Tony Bennett           | Tony Bennett           | Tony Bennett           | Tony Bennett           | Tony Bennett           | Tony Bennett           | Tony Bennett           | Tony Bennett           | 12    | 12    | 12    | 12    | 12    | 12    | 12    | 12    | 12    | 12    | 12    | 12    | 12    | 12    | 12    | 12    | 12    | 12    | 12    | 12    | 12    | 12    | 12    | 12    | 12    | 12    | 12    | 12    | 12    | 12    | 12    | 12    | 12    | 12    | 12    | 12    | 12    | 12    | 12    | 12    | 12    | 12    | 12    | 12    | 12    | 12    | 12    | 12    | 12    | 12    | 12    | 12    | 12    | 12    | 12    | 12    | 12    | 12    | 12    | 12    | 12    | 12    | 12    | 12    | 12    | 12    | 12    | 12    | 12    | 12    | 12    | 12    | 12    | 12    | 12    | 12    | 12    | 12    | 12    | 12    | 12    | 12    | 12    | 12    | 12    | 12    | 12    | 12    | 12    | 12    | 12    | 12    | 12    | 12    | 12    | 12    | 12    | 12    | 12    | 12    | A salvo   | A salvo   | A salvo   | A salvo   | A salvo   | A salvo   | A salvo   | A salvo   | A salvo   | A salvo   | A salvo   | A salvo   | A salvo   | A salvo   | A salvo   | A salvo   | A salvo   | A salvo   | A salvo   | A salvo   | A salvo   | A salvo   | A salvo   | A salvo   | A salvo   | A salvo   | A salvo   | A salvo   | A salvo   | A salvo   | A salvo   | A salvo   | A salvo   | A salvo   | A salvo   | A salvo   | A salvo   | A salvo   | A salvo   | A salvo   | A salvo   | A salvo   | A salvo   | A salvo   | A salvo   | A salvo   | A salvo   | A salvo   | A salvo   | A salvo   | A salvo   | A salvo   | A salvo   | A salvo   | A salvo   | A salvo   | A salvo   | A salvo   | A salvo   | A salvo   | A salvo   | A salvo   | A salvo   | A salvo   | A salvo   | A salvo   | A salvo   | A salvo   | A salvo   | A salvo   | A salvo   | A salvo   | A salvo   | A salvo   | A salvo   | A salvo   | A salvo   | A salvo   | A salvo   | A salvo   | A salvo   | A salvo   | A salvo   | A salvo   | A salvo   | A salvo   | A salvo   | A salvo   | A salvo   | A salvo   | A salvo   | A salvo   | A salvo   | A salvo   | A salvo   | A salvo   | A salvo   | A salvo   | A salvo   | A salvo   |
| Mejores 20 | Mejores 20 | Mejores 20 | Mejores 20 | Mejores 20 | Mejores 20 | Mejores 20 | Mejores 20 | Mejores 20 | Mejores 20 | Mejores 20 | Mejores 20 | Mejores 20 | Mejores 20 | Mejores 20 | Mejores 20 | Mejores 20 | Mejores 20 | Mejores 20 | Mejores 20 | Mejores 20 | Mejores 20 | Mejores 20 | Mejores 20 | Mejores 20 | Mejores 20 | Mejores 20 | Mejores 20 | Mejores 20 | Mejores 20 | Mejores 20 | Mejores 20 | Mejores 20 | Mejores 20 | Mejores 20 | Mejores 20 | Mejores 20 | Mejores 20 | Mejores 20 | Mejores 20 | Mejores 20 | Mejores 20 | Mejores 20 | Mejores 20 | Mejores 20 | Mejores 20 | Mejores 20 | Mejores 20 | Mejores 20 | Mejores 20 | Mejores 20 | Mejores 20 | Mejores 20 | Mejores 20 | Mejores 20 | Mejores 20 | Mejores 20 | Mejores 20 | Mejores 20 | Mejores 20 | Mejores 20 | Mejores 20 | Mejores 20 | Mejores 20 | Mejores 20 | Mejores 20 | Mejores 20 | Mejores 20 | Mejores 20 | Mejores 20 | Mejores 20 | Mejores 20 | Mejores 20 | Mejores 20 | Mejores 20 | Mejores 20 | Mejores 20 | Mejores 20 | Mejores 20 | Mejores 20 | Mejores 20 | Mejores 20 | Mejores 20 | Mejores 20 | Mejores 20 | Mejores 20 | Mejores 20 | Mejores 20 | Mejores 20 | Mejores 20 | Mejores 20 | Mejores 20 | Mejores 20 | Mejores 20 | Mejores 20 | Mejores 20 | Mejores 20 | Mejores 20 | Mejores 20 | Mejores 20 | 1970´s              | 1970´s              | 1970´s              | 1970´s              | 1970´s              | 1970´s              | 1970´s              | 1970´s              | 1970´s              | 1970´s              | 1970´s              | 1970´s              | 1970´s              | 1970´s              | 1970´s              | 1970´s              | 1970´s              | 1970´s              | 1970´s              | 1970´s              | 1970´s              | 1970´s              | 1970´s              | 1970´s              | 1970´s              | 1970´s              | 1970´s              | 1970´s              | 1970´s              | 1970´s              | 1970´s              | 1970´s              | 1970´s              | 1970´s              | 1970´s              | 1970´s              | 1970´s              | 1970´s              | 1970´s              | 1970´s              | 1970´s              | 1970´s              | 1970´s              | 1970´s              | 1970´s              | 1970´s              | 1970´s              | 1970´s              | 1970´s              | 1970´s              | 1970´s              | 1970´s              | 1970´s              | 1970´s              | 1970´s              | 1970´s              | 1970´s              | 1970´s              | 1970´s              | 1970´s              | 1970´s              | 1970´s              | 1970´s              | 1970´s              | 1970´s              | 1970´s              | 1970´s              | 1970´s              | 1970´s              | 1970´s              | 1970´s              | 1970´s              | 1970´s              | 1970´s              | 1970´s              | 1970´s              | 1970´s              | 1970´s              | 1970´s              | 1970´s              | 1970´s              | 1970´s              | 1970´s              | 1970´s              | 1970´s              | 1970´s              | 1970´s              | 1970´s              | 1970´s              | 1970´s              | 1970´s              | 1970´s              | 1970´s              | 1970´s              | 1970´s              | 1970´s              | 1970´s              | 1970´s              | 1970´s              | 1970´s              | "Crazy on You"               | "Crazy on You"               | "Crazy on You"               | "Crazy on You"               | "Crazy on You"               | "Crazy on You"               | "Crazy on You"               | "Crazy on You"               | "Crazy on You"               | "Crazy on You"               | "Crazy on You"               | "Crazy on You"               | "Crazy on You"               | "Crazy on You"               | "Crazy on You"               | "Crazy on You"               | "Crazy on You"               | "Crazy on You"               | "Crazy on You"               | "Crazy on You"               | "Crazy on You"               | "Crazy on You"               | "Crazy on You"               | "Crazy on You"               | "Crazy on You"               | "Crazy on You"               | "Crazy on You"               | "Crazy on You"               | "Crazy on You"               | "Crazy on You"               | "Crazy on You"               | "Crazy on You"               | "Crazy on You"               | "Crazy on You"               | "Crazy on You"               | "Crazy on You"               | "Crazy on You"               | "Crazy on You"               | "Crazy on You"               | "Crazy on You"               | "Crazy on You"               | "Crazy on You"               | "Crazy on You"               | "Crazy on You"               | "Crazy on You"               | "Crazy on You"               | "Crazy on You"               | "Crazy on You"               | "Crazy on You"               | "Crazy on You"               | "Crazy on You"               | "Crazy on You"               | "Crazy on You"               | "Crazy on You"               | "Crazy on You"               | "Crazy on You"               | "Crazy on You"               | "Crazy on You"               | "Crazy on You"               | "Crazy on You"               | "Crazy on You"               | "Crazy on You"               | "Crazy on You"               | "Crazy on You"               | "Crazy on You"               | "Crazy on You"               | "Crazy on You"               | "Crazy on You"               | "Crazy on You"               | "Crazy on You"               | "Crazy on You"               | "Crazy on You"               | "Crazy on You"               | "Crazy on You"               | "Crazy on You"               | "Crazy on You"               | "Crazy on You"               | "Crazy on You"               | "Crazy on You"               | "Crazy on You"               | "Crazy on You"               | "Crazy on You"               | "Crazy on You"               | "Crazy on You"               | "Crazy on You"               | "Crazy on You"               | "Crazy on You"               | "Crazy on You"               | "Crazy on You"               | "Crazy on You"               | "Crazy on You"               | "Crazy on You"               | "Crazy on You"               | "Crazy on You"               | "Crazy on You"               | "Crazy on You"               | "Crazy on You"               | "Crazy on You"               | "Crazy on You"               | "Crazy on You"               | Heart                  | Heart                  | Heart                  | Heart                  | Heart                  | Heart                  | Heart                  | Heart                  | Heart                  | Heart                  | Heart                  | Heart                  | Heart                  | Heart                  | Heart                  | Heart                  | Heart                  | Heart                  | Heart                  | Heart                  | Heart                  | Heart                  | Heart                  | Heart                  | Heart                  | Heart                  | Heart                  | Heart                  | Heart                  | Heart                  | Heart                  | Heart                  | Heart                  | Heart                  | Heart                  | Heart                  | Heart                  | Heart                  | Heart                  | Heart                  | Heart                  | Heart                  | Heart                  | Heart                  | Heart                  | Heart                  | Heart                  | Heart                  | Heart                  | Heart                  | Heart                  | Heart                  | Heart                  | Heart                  | Heart                  | Heart                  | Heart                  | Heart                  | Heart                  | Heart                  | Heart                  | Heart                  | Heart                  | Heart                  | Heart                  | Heart                  | Heart                  | Heart                  | Heart                  | Heart                  | Heart                  | Heart                  | Heart                  | Heart                  | Heart                  | Heart                  | Heart                  | Heart                  | Heart                  | Heart                  | Heart                  | Heart                  | Heart                  | Heart                  | Heart                  | Heart                  | Heart                  | Heart                  | Heart                  | Heart                  | Heart                  | Heart                  | Heart                  | Heart                  | Heart                  | Heart                  | Heart                  | Heart                  | Heart                  | Heart                  | 1     | 1     | 1     | 1     | 1     | 1     | 1     | 1     | 1     | 1     | 1     | 1     | 1     | 1     | 1     | 1     | 1     | 1     | 1     | 1     | 1     | 1     | 1     | 1     | 1     | 1     | 1     | 1     | 1     | 1     | 1     | 1     | 1     | 1     | 1     | 1     | 1     | 1     | 1     | 1     | 1     | 1     | 1     | 1     | 1     | 1     | 1     | 1     | 1     | 1     | 1     | 1     | 1     | 1     | 1     | 1     | 1     | 1     | 1     | 1     | 1     | 1     | 1     | 1     | 1     | 1     | 1     | 1     | 1     | 1     | 1     | 1     | 1     | 1     | 1     | 1     | 1     | 1     | 1     | 1     | 1     | 1     | 1     | 1     | 1     | 1     | 1     | 1     | 1     | 1     | 1     | 1     | 1     | 1     | 1     | 1     | 1     | 1     | 1     | 1     | A salvo   | A salvo   | A salvo   | A salvo   | A salvo   | A salvo   | A salvo   | A salvo   | A salvo   | A salvo   | A salvo   | A salvo   | A salvo   | A salvo   | A salvo   | A salvo   | A salvo   | A salvo   | A salvo   | A salvo   | A salvo   | A salvo   | A salvo   | A salvo   | A salvo   | A salvo   | A salvo   | A salvo   | A salvo   | A salvo   | A salvo   | A salvo   | A salvo   | A salvo   | A salvo   | A salvo   | A salvo   | A salvo   | A salvo   | A salvo   | A salvo   | A salvo   | A salvo   | A salvo   | A salvo   | A salvo   | A salvo   | A salvo   | A salvo   | A salvo   | A salvo   | A salvo   | A salvo   | A salvo   | A salvo   | A salvo   | A salvo   | A salvo   | A salvo   | A salvo   | A salvo   | A salvo   | A salvo   | A salvo   | A salvo   | A salvo   | A salvo   | A salvo   | A salvo   | A salvo   | A salvo   | A salvo   | A salvo   | A salvo   | A salvo   | A salvo   | A salvo   | A salvo   | A salvo   | A salvo   | A salvo   | A salvo   | A salvo   | A salvo   | A salvo   | A salvo   | A salvo   | A salvo   | A salvo   | A salvo   | A salvo   | A salvo   | A salvo   | A salvo   | A salvo   | A salvo   | A salvo   | A salvo   | A salvo   | A salvo   |
| Mejores 16 | Mejores 16 | Mejores 16 | Mejores 16 | Mejores 16 | Mejores 16 | Mejores 16 | Mejores 16 | Mejores 16 | Mejores 16 | Mejores 16 | Mejores 16 | Mejores 16 | Mejores 16 | Mejores 16 | Mejores 16 | Mejores 16 | Mejores 16 | Mejores 16 | Mejores 16 | Mejores 16 | Mejores 16 | Mejores 16 | Mejores 16 | Mejores 16 | Mejores 16 | Mejores 16 | Mejores 16 | Mejores 16 | Mejores 16 | Mejores 16 | Mejores 16 | Mejores 16 | Mejores 16 | Mejores 16 | Mejores 16 | Mejores 16 | Mejores 16 | Mejores 16 | Mejores 16 | Mejores 16 | Mejores 16 | Mejores 16 | Mejores 16 | Mejores 16 | Mejores 16 | Mejores 16 | Mejores 16 | Mejores 16 | Mejores 16 | Mejores 16 | Mejores 16 | Mejores 16 | Mejores 16 | Mejores 16 | Mejores 16 | Mejores 16 | Mejores 16 | Mejores 16 | Mejores 16 | Mejores 16 | Mejores 16 | Mejores 16 | Mejores 16 | Mejores 16 | Mejores 16 | Mejores 16 | Mejores 16 | Mejores 16 | Mejores 16 | Mejores 16 | Mejores 16 | Mejores 16 | Mejores 16 | Mejores 16 | Mejores 16 | Mejores 16 | Mejores 16 | Mejores 16 | Mejores 16 | Mejores 16 | Mejores 16 | Mejores 16 | Mejores 16 | Mejores 16 | Mejores 16 | Mejores 16 | Mejores 16 | Mejores 16 | Mejores 16 | Mejores 16 | Mejores 16 | Mejores 16 | Mejores 16 | Mejores 16 | Mejores 16 | Mejores 16 | Mejores 16 | Mejores 16 | Mejores 16 | 1980´s              | 1980´s              | 1980´s              | 1980´s              | 1980´s              | 1980´s              | 1980´s              | 1980´s              | 1980´s              | 1980´s              | 1980´s              | 1980´s              | 1980´s              | 1980´s              | 1980´s              | 1980´s              | 1980´s              | 1980´s              | 1980´s              | 1980´s              | 1980´s              | 1980´s              | 1980´s              | 1980´s              | 1980´s              | 1980´s              | 1980´s              | 1980´s              | 1980´s              | 1980´s              | 1980´s              | 1980´s              | 1980´s              | 1980´s              | 1980´s              | 1980´s              | 1980´s              | 1980´s              | 1980´s              | 1980´s              | 1980´s              | 1980´s              | 1980´s              | 1980´s              | 1980´s              | 1980´s              | 1980´s              | 1980´s              | 1980´s              | 1980´s              | 1980´s              | 1980´s              | 1980´s              | 1980´s              | 1980´s              | 1980´s              | 1980´s              | 1980´s              | 1980´s              | 1980´s              | 1980´s              | 1980´s              | 1980´s              | 1980´s              | 1980´s              | 1980´s              | 1980´s              | 1980´s              | 1980´s              | 1980´s              | 1980´s              | 1980´s              | 1980´s              | 1980´s              | 1980´s              | 1980´s              | 1980´s              | 1980´s              | 1980´s              | 1980´s              | 1980´s              | 1980´s              | 1980´s              | 1980´s              | 1980´s              | 1980´s              | 1980´s              | 1980´s              | 1980´s              | 1980´s              | 1980´s              | 1980´s              | 1980´s              | 1980´s              | 1980´s              | 1980´s              | 1980´s              | 1980´s              | 1980´s              | 1980´s              | "I Drove All Night"          | "I Drove All Night"          | "I Drove All Night"          | "I Drove All Night"          | "I Drove All Night"          | "I Drove All Night"          | "I Drove All Night"          | "I Drove All Night"          | "I Drove All Night"          | "I Drove All Night"          | "I Drove All Night"          | "I Drove All Night"          | "I Drove All Night"          | "I Drove All Night"          | "I Drove All Night"          | "I Drove All Night"          | "I Drove All Night"          | "I Drove All Night"          | "I Drove All Night"          | "I Drove All Night"          | "I Drove All Night"          | "I Drove All Night"          | "I Drove All Night"          | "I Drove All Night"          | "I Drove All Night"          | "I Drove All Night"          | "I Drove All Night"          | "I Drove All Night"          | "I Drove All Night"          | "I Drove All Night"          | "I Drove All Night"          | "I Drove All Night"          | "I Drove All Night"          | "I Drove All Night"          | "I Drove All Night"          | "I Drove All Night"          | "I Drove All Night"          | "I Drove All Night"          | "I Drove All Night"          | "I Drove All Night"          | "I Drove All Night"          | "I Drove All Night"          | "I Drove All Night"          | "I Drove All Night"          | "I Drove All Night"          | "I Drove All Night"          | "I Drove All Night"          | "I Drove All Night"          | "I Drove All Night"          | "I Drove All Night"          | "I Drove All Night"          | "I Drove All Night"          | "I Drove All Night"          | "I Drove All Night"          | "I Drove All Night"          | "I Drove All Night"          | "I Drove All Night"          | "I Drove All Night"          | "I Drove All Night"          | "I Drove All Night"          | "I Drove All Night"          | "I Drove All Night"          | "I Drove All Night"          | "I Drove All Night"          | "I Drove All Night"          | "I Drove All Night"          | "I Drove All Night"          | "I Drove All Night"          | "I Drove All Night"          | "I Drove All Night"          | "I Drove All Night"          | "I Drove All Night"          | "I Drove All Night"          | "I Drove All Night"          | "I Drove All Night"          | "I Drove All Night"          | "I Drove All Night"          | "I Drove All Night"          | "I Drove All Night"          | "I Drove All Night"          | "I Drove All Night"          | "I Drove All Night"          | "I Drove All Night"          | "I Drove All Night"          | "I Drove All Night"          | "I Drove All Night"          | "I Drove All Night"          | "I Drove All Night"          | "I Drove All Night"          | "I Drove All Night"          | "I Drove All Night"          | "I Drove All Night"          | "I Drove All Night"          | "I Drove All Night"          | "I Drove All Night"          | "I Drove All Night"          | "I Drove All Night"          | "I Drove All Night"          | "I Drove All Night"          | "I Drove All Night"          | Cyndi Lauper           | Cyndi Lauper           | Cyndi Lauper           | Cyndi Lauper           | Cyndi Lauper           | Cyndi Lauper           | Cyndi Lauper           | Cyndi Lauper           | Cyndi Lauper           | Cyndi Lauper           | Cyndi Lauper           | Cyndi Lauper           | Cyndi Lauper           | Cyndi Lauper           | Cyndi Lauper           | Cyndi Lauper           | Cyndi Lauper           | Cyndi Lauper           | Cyndi Lauper           | Cyndi Lauper           | Cyndi Lauper           | Cyndi Lauper           | Cyndi Lauper           | Cyndi Lauper           | Cyndi Lauper           | Cyndi Lauper           | Cyndi Lauper           | Cyndi Lauper           | Cyndi Lauper           | Cyndi Lauper           | Cyndi Lauper           | Cyndi Lauper           | Cyndi Lauper           | Cyndi Lauper           | Cyndi Lauper           | Cyndi Lauper           | Cyndi Lauper           | Cyndi Lauper           | Cyndi Lauper           | Cyndi Lauper           | Cyndi Lauper           | Cyndi Lauper           | Cyndi Lauper           | Cyndi Lauper           | Cyndi Lauper           | Cyndi Lauper           | Cyndi Lauper           | Cyndi Lauper           | Cyndi Lauper           | Cyndi Lauper           | Cyndi Lauper           | Cyndi Lauper           | Cyndi Lauper           | Cyndi Lauper           | Cyndi Lauper           | Cyndi Lauper           | Cyndi Lauper           | Cyndi Lauper           | Cyndi Lauper           | Cyndi Lauper           | Cyndi Lauper           | Cyndi Lauper           | Cyndi Lauper           | Cyndi Lauper           | Cyndi Lauper           | Cyndi Lauper           | Cyndi Lauper           | Cyndi Lauper           | Cyndi Lauper           | Cyndi Lauper           | Cyndi Lauper           | Cyndi Lauper           | Cyndi Lauper           | Cyndi Lauper           | Cyndi Lauper           | Cyndi Lauper           | Cyndi Lauper           | Cyndi Lauper           | Cyndi Lauper           | Cyndi Lauper           | Cyndi Lauper           | Cyndi Lauper           | Cyndi Lauper           | Cyndi Lauper           | Cyndi Lauper           | Cyndi Lauper           | Cyndi Lauper           | Cyndi Lauper           | Cyndi Lauper           | Cyndi Lauper           | Cyndi Lauper           | Cyndi Lauper           | Cyndi Lauper           | Cyndi Lauper           | Cyndi Lauper           | Cyndi Lauper           | Cyndi Lauper           | Cyndi Lauper           | Cyndi Lauper           | Cyndi Lauper           | 4     | 4     | 4     | 4     | 4     | 4     | 4     | 4     | 4     | 4     | 4     | 4     | 4     | 4     | 4     | 4     | 4     | 4     | 4     | 4     | 4     | 4     | 4     | 4     | 4     | 4     | 4     | 4     | 4     | 4     | 4     | 4     | 4     | 4     | 4     | 4     | 4     | 4     | 4     | 4     | 4     | 4     | 4     | 4     | 4     | 4     | 4     | 4     | 4     | 4     | 4     | 4     | 4     | 4     | 4     | 4     | 4     | 4     | 4     | 4     | 4     | 4     | 4     | 4     | 4     | 4     | 4     | 4     | 4     | 4     | 4     | 4     | 4     | 4     | 4     | 4     | 4     | 4     | 4     | 4     | 4     | 4     | 4     | 4     | 4     | 4     | 4     | 4     | 4     | 4     | 4     | 4     | 4     | 4     | 4     | 4     | 4     | 4     | 4     | 4     | A salvo   | A salvo   | A salvo   | A salvo   | A salvo   | A salvo   | A salvo   | A salvo   | A salvo   | A salvo   | A salvo   | A salvo   | A salvo   | A salvo   | A salvo   | A salvo   | A salvo   | A salvo   | A salvo   | A salvo   | A salvo   | A salvo   | A salvo   | A salvo   | A salvo   | A salvo   | A salvo   | A salvo   | A salvo   | A salvo   | A salvo   | A salvo   | A salvo   | A salvo   | A salvo   | A salvo   | A salvo   | A salvo   | A salvo   | A salvo   | A salvo   | A salvo   | A salvo   | A salvo   | A salvo   | A salvo   | A salvo   | A salvo   | A salvo   | A salvo   | A salvo   | A salvo   | A salvo   | A salvo   | A salvo   | A salvo   | A salvo   | A salvo   | A salvo   | A salvo   | A salvo   | A salvo   | A salvo   | A salvo   | A salvo   | A salvo   | A salvo   | A salvo   | A salvo   | A salvo   | A salvo   | A salvo   | A salvo   | A salvo   | A salvo   | A salvo   | A salvo   | A salvo   | A salvo   | A salvo   | A salvo   | A salvo   | A salvo   | A salvo   | A salvo   | A salvo   | A salvo   | A salvo   | A salvo   | A salvo   | A salvo   | A salvo   | A salvo   | A salvo   | A salvo   | A salvo   | A salvo   | A salvo   | A salvo   | A salvo   |
| Mejores 12 | Mejores 12 | Mejores 12 | Mejores 12 | Mejores 12 | Mejores 12 | Mejores 12 | Mejores 12 | Mejores 12 | Mejores 12 | Mejores 12 | Mejores 12 | Mejores 12 | Mejores 12 | Mejores 12 | Mejores 12 | Mejores 12 | Mejores 12 | Mejores 12 | Mejores 12 | Mejores 12 | Mejores 12 | Mejores 12 | Mejores 12 | Mejores 12 | Mejores 12 | Mejores 12 | Mejores 12 | Mejores 12 | Mejores 12 | Mejores 12 | Mejores 12 | Mejores 12 | Mejores 12 | Mejores 12 | Mejores 12 | Mejores 12 | Mejores 12 | Mejores 12 | Mejores 12 | Mejores 12 | Mejores 12 | Mejores 12 | Mejores 12 | Mejores 12 | Mejores 12 | Mejores 12 | Mejores 12 | Mejores 12 | Mejores 12 | Mejores 12 | Mejores 12 | Mejores 12 | Mejores 12 | Mejores 12 | Mejores 12 | Mejores 12 | Mejores 12 | Mejores 12 | Mejores 12 | Mejores 12 | Mejores 12 | Mejores 12 | Mejores 12 | Mejores 12 | Mejores 12 | Mejores 12 | Mejores 12 | Mejores 12 | Mejores 12 | Mejores 12 | Mejores 12 | Mejores 12 | Mejores 12 | Mejores 12 | Mejores 12 | Mejores 12 | Mejores 12 | Mejores 12 | Mejores 12 | Mejores 12 | Mejores 12 | Mejores 12 | Mejores 12 | Mejores 12 | Mejores 12 | Mejores 12 | Mejores 12 | Mejores 12 | Mejores 12 | Mejores 12 | Mejores 12 | Mejores 12 | Mejores 12 | Mejores 12 | Mejores 12 | Mejores 12 | Mejores 12 | Mejores 12 | Mejores 12 | Lennon/McCartney    | Lennon/McCartney    | Lennon/McCartney    | Lennon/McCartney    | Lennon/McCartney    | Lennon/McCartney    | Lennon/McCartney    | Lennon/McCartney    | Lennon/McCartney    | Lennon/McCartney    | Lennon/McCartney    | Lennon/McCartney    | Lennon/McCartney    | Lennon/McCartney    | Lennon/McCartney    | Lennon/McCartney    | Lennon/McCartney    | Lennon/McCartney    | Lennon/McCartney    | Lennon/McCartney    | Lennon/McCartney    | Lennon/McCartney    | Lennon/McCartney    | Lennon/McCartney    | Lennon/McCartney    | Lennon/McCartney    | Lennon/McCartney    | Lennon/McCartney    | Lennon/McCartney    | Lennon/McCartney    | Lennon/McCartney    | Lennon/McCartney    | Lennon/McCartney    | Lennon/McCartney    | Lennon/McCartney    | Lennon/McCartney    | Lennon/McCartney    | Lennon/McCartney    | Lennon/McCartney    | Lennon/McCartney    | Lennon/McCartney    | Lennon/McCartney    | Lennon/McCartney    | Lennon/McCartney    | Lennon/McCartney    | Lennon/McCartney    | Lennon/McCartney    | Lennon/McCartney    | Lennon/McCartney    | Lennon/McCartney    | Lennon/McCartney    | Lennon/McCartney    | Lennon/McCartney    | Lennon/McCartney    | Lennon/McCartney    | Lennon/McCartney    | Lennon/McCartney    | Lennon/McCartney    | Lennon/McCartney    | Lennon/McCartney    | Lennon/McCartney    | Lennon/McCartney    | Lennon/McCartney    | Lennon/McCartney    | Lennon/McCartney    | Lennon/McCartney    | Lennon/McCartney    | Lennon/McCartney    | Lennon/McCartney    | Lennon/McCartney    | Lennon/McCartney    | Lennon/McCartney    | Lennon/McCartney    | Lennon/McCartney    | Lennon/McCartney    | Lennon/McCartney    | Lennon/McCartney    | Lennon/McCartney    | Lennon/McCartney    | Lennon/McCartney    | Lennon/McCartney    | Lennon/McCartney    | Lennon/McCartney    | Lennon/McCartney    | Lennon/McCartney    | Lennon/McCartney    | Lennon/McCartney    | Lennon/McCartney    | Lennon/McCartney    | Lennon/McCartney    | Lennon/McCartney    | Lennon/McCartney    | Lennon/McCartney    | Lennon/McCartney    | Lennon/McCartney    | Lennon/McCartney    | Lennon/McCartney    | Lennon/McCartney    | Lennon/McCartney    | Lennon/McCartney    | "Come Together"              | "Come Together"              | "Come Together"              | "Come Together"              | "Come Together"              | "Come Together"              | "Come Together"              | "Come Together"              | "Come Together"              | "Come Together"              | "Come Together"              | "Come Together"              | "Come Together"              | "Come Together"              | "Come Together"              | "Come Together"              | "Come Together"              | "Come Together"              | "Come Together"              | "Come Together"              | "Come Together"              | "Come Together"              | "Come Together"              | "Come Together"              | "Come Together"              | "Come Together"              | "Come Together"              | "Come Together"              | "Come Together"              | "Come Together"              | "Come Together"              | "Come Together"              | "Come Together"              | "Come Together"              | "Come Together"              | "Come Together"              | "Come Together"              | "Come Together"              | "Come Together"              | "Come Together"              | "Come Together"              | "Come Together"              | "Come Together"              | "Come Together"              | "Come Together"              | "Come Together"              | "Come Together"              | "Come Together"              | "Come Together"              | "Come Together"              | "Come Together"              | "Come Together"              | "Come Together"              | "Come Together"              | "Come Together"              | "Come Together"              | "Come Together"              | "Come Together"              | "Come Together"              | "Come Together"              | "Come Together"              | "Come Together"              | "Come Together"              | "Come Together"              | "Come Together"              | "Come Together"              | "Come Together"              | "Come Together"              | "Come Together"              | "Come Together"              | "Come Together"              | "Come Together"              | "Come Together"              | "Come Together"              | "Come Together"              | "Come Together"              | "Come Together"              | "Come Together"              | "Come Together"              | "Come Together"              | "Come Together"              | "Come Together"              | "Come Together"              | "Come Together"              | "Come Together"              | "Come Together"              | "Come Together"              | "Come Together"              | "Come Together"              | "Come Together"              | "Come Together"              | "Come Together"              | "Come Together"              | "Come Together"              | "Come Together"              | "Come Together"              | "Come Together"              | "Come Together"              | "Come Together"              | "Come Together"              | The Beatles            | The Beatles            | The Beatles            | The Beatles            | The Beatles            | The Beatles            | The Beatles            | The Beatles            | The Beatles            | The Beatles            | The Beatles            | The Beatles            | The Beatles            | The Beatles            | The Beatles            | The Beatles            | The Beatles            | The Beatles            | The Beatles            | The Beatles            | The Beatles            | The Beatles            | The Beatles            | The Beatles            | The Beatles            | The Beatles            | The Beatles            | The Beatles            | The Beatles            | The Beatles            | The Beatles            | The Beatles            | The Beatles            | The Beatles            | The Beatles            | The Beatles            | The Beatles            | The Beatles            | The Beatles            | The Beatles            | The Beatles            | The Beatles            | The Beatles            | The Beatles            | The Beatles            | The Beatles            | The Beatles            | The Beatles            | The Beatles            | The Beatles            | The Beatles            | The Beatles            | The Beatles            | The Beatles            | The Beatles            | The Beatles            | The Beatles            | The Beatles            | The Beatles            | The Beatles            | The Beatles            | The Beatles            | The Beatles            | The Beatles            | The Beatles            | The Beatles            | The Beatles            | The Beatles            | The Beatles            | The Beatles            | The Beatles            | The Beatles            | The Beatles            | The Beatles            | The Beatles            | The Beatles            | The Beatles            | The Beatles            | The Beatles            | The Beatles            | The Beatles            | The Beatles            | The Beatles            | The Beatles            | The Beatles            | The Beatles            | The Beatles            | The Beatles            | The Beatles            | The Beatles            | The Beatles            | The Beatles            | The Beatles            | The Beatles            | The Beatles            | The Beatles            | The Beatles            | The Beatles            | The Beatles            | The Beatles            | 5     | 5     | 5     | 5     | 5     | 5     | 5     | 5     | 5     | 5     | 5     | 5     | 5     | 5     | 5     | 5     | 5     | 5     | 5     | 5     | 5     | 5     | 5     | 5     | 5     | 5     | 5     | 5     | 5     | 5     | 5     | 5     | 5     | 5     | 5     | 5     | 5     | 5     | 5     | 5     | 5     | 5     | 5     | 5     | 5     | 5     | 5     | 5     | 5     | 5     | 5     | 5     | 5     | 5     | 5     | 5     | 5     | 5     | 5     | 5     | 5     | 5     | 5     | 5     | 5     | 5     | 5     | 5     | 5     | 5     | 5     | 5     | 5     | 5     | 5     | 5     | 5     | 5     | 5     | 5     | 5     | 5     | 5     | 5     | 5     | 5     | 5     | 5     | 5     | 5     | 5     | 5     | 5     | 5     | 5     | 5     | 5     | 5     | 5     | 5     | A salvo   | A salvo   | A salvo   | A salvo   | A salvo   | A salvo   | A salvo   | A salvo   | A salvo   | A salvo   | A salvo   | A salvo   | A salvo   | A salvo   | A salvo   | A salvo   | A salvo   | A salvo   | A salvo   | A salvo   | A salvo   | A salvo   | A salvo   | A salvo   | A salvo   | A salvo   | A salvo   | A salvo   | A salvo   | A salvo   | A salvo   | A salvo   | A salvo   | A salvo   | A salvo   | A salvo   | A salvo   | A salvo   | A salvo   | A salvo   | A salvo   | A salvo   | A salvo   | A salvo   | A salvo   | A salvo   | A salvo   | A salvo   | A salvo   | A salvo   | A salvo   | A salvo   | A salvo   | A salvo   | A salvo   | A salvo   | A salvo   | A salvo   | A salvo   | A salvo   | A salvo   | A salvo   | A salvo   | A salvo   | A salvo   | A salvo   | A salvo   | A salvo   | A salvo   | A salvo   | A salvo   | A salvo   | A salvo   | A salvo   | A salvo   | A salvo   | A salvo   | A salvo   | A salvo   | A salvo   | A salvo   | A salvo   | A salvo   | A salvo   | A salvo   | A salvo   | A salvo   | A salvo   | A salvo   | A salvo   | A salvo   | A salvo   | A salvo   | A salvo   | A salvo   | A salvo   | A salvo   | A salvo   | A salvo   | A salvo   |
| Mejores 11 | Mejores 11 | Mejores 11 | Mejores 11 | Mejores 11 | Mejores 11 | Mejores 11 | Mejores 11 | Mejores 11 | Mejores 11 | Mejores 11 | Mejores 11 | Mejores 11 | Mejores 11 | Mejores 11 | Mejores 11 | Mejores 11 | Mejores 11 | Mejores 11 | Mejores 11 | Mejores 11 | Mejores 11 | Mejores 11 | Mejores 11 | Mejores 11 | Mejores 11 | Mejores 11 | Mejores 11 | Mejores 11 | Mejores 11 | Mejores 11 | Mejores 11 | Mejores 11 | Mejores 11 | Mejores 11 | Mejores 11 | Mejores 11 | Mejores 11 | Mejores 11 | Mejores 11 | Mejores 11 | Mejores 11 | Mejores 11 | Mejores 11 | Mejores 11 | Mejores 11 | Mejores 11 | Mejores 11 | Mejores 11 | Mejores 11 | Mejores 11 | Mejores 11 | Mejores 11 | Mejores 11 | Mejores 11 | Mejores 11 | Mejores 11 | Mejores 11 | Mejores 11 | Mejores 11 | Mejores 11 | Mejores 11 | Mejores 11 | Mejores 11 | Mejores 11 | Mejores 11 | Mejores 11 | Mejores 11 | Mejores 11 | Mejores 11 | Mejores 11 | Mejores 11 | Mejores 11 | Mejores 11 | Mejores 11 | Mejores 11 | Mejores 11 | Mejores 11 | Mejores 11 | Mejores 11 | Mejores 11 | Mejores 11 | Mejores 11 | Mejores 11 | Mejores 11 | Mejores 11 | Mejores 11 | Mejores 11 | Mejores 11 | Mejores 11 | Mejores 11 | Mejores 11 | Mejores 11 | Mejores 11 | Mejores 11 | Mejores 11 | Mejores 11 | Mejores 11 | Mejores 11 | Mejores 11 | The Beatles         | The Beatles         | The Beatles         | The Beatles         | The Beatles         | The Beatles         | The Beatles         | The Beatles         | The Beatles         | The Beatles         | The Beatles         | The Beatles         | The Beatles         | The Beatles         | The Beatles         | The Beatles         | The Beatles         | The Beatles         | The Beatles         | The Beatles         | The Beatles         | The Beatles         | The Beatles         | The Beatles         | The Beatles         | The Beatles         | The Beatles         | The Beatles         | The Beatles         | The Beatles         | The Beatles         | The Beatles         | The Beatles         | The Beatles         | The Beatles         | The Beatles         | The Beatles         | The Beatles         | The Beatles         | The Beatles         | The Beatles         | The Beatles         | The Beatles         | The Beatles         | The Beatles         | The Beatles         | The Beatles         | The Beatles         | The Beatles         | The Beatles         | The Beatles         | The Beatles         | The Beatles         | The Beatles         | The Beatles         | The Beatles         | The Beatles         | The Beatles         | The Beatles         | The Beatles         | The Beatles         | The Beatles         | The Beatles         | The Beatles         | The Beatles         | The Beatles         | The Beatles         | The Beatles         | The Beatles         | The Beatles         | The Beatles         | The Beatles         | The Beatles         | The Beatles         | The Beatles         | The Beatles         | The Beatles         | The Beatles         | The Beatles         | The Beatles         | The Beatles         | The Beatles         | The Beatles         | The Beatles         | The Beatles         | The Beatles         | The Beatles         | The Beatles         | The Beatles         | The Beatles         | The Beatles         | The Beatles         | The Beatles         | The Beatles         | The Beatles         | The Beatles         | The Beatles         | The Beatles         | The Beatles         | The Beatles         | "Blackbird"                  | "Blackbird"                  | "Blackbird"                  | "Blackbird"                  | "Blackbird"                  | "Blackbird"                  | "Blackbird"                  | "Blackbird"                  | "Blackbird"                  | "Blackbird"                  | "Blackbird"                  | "Blackbird"                  | "Blackbird"                  | "Blackbird"                  | "Blackbird"                  | "Blackbird"                  | "Blackbird"                  | "Blackbird"                  | "Blackbird"                  | "Blackbird"                  | "Blackbird"                  | "Blackbird"                  | "Blackbird"                  | "Blackbird"                  | "Blackbird"                  | "Blackbird"                  | "Blackbird"                  | "Blackbird"                  | "Blackbird"                  | "Blackbird"                  | "Blackbird"                  | "Blackbird"                  | "Blackbird"                  | "Blackbird"                  | "Blackbird"                  | "Blackbird"                  | "Blackbird"                  | "Blackbird"                  | "Blackbird"                  | "Blackbird"                  | "Blackbird"                  | "Blackbird"                  | "Blackbird"                  | "Blackbird"                  | "Blackbird"                  | "Blackbird"                  | "Blackbird"                  | "Blackbird"                  | "Blackbird"                  | "Blackbird"                  | "Blackbird"                  | "Blackbird"                  | "Blackbird"                  | "Blackbird"                  | "Blackbird"                  | "Blackbird"                  | "Blackbird"                  | "Blackbird"                  | "Blackbird"                  | "Blackbird"                  | "Blackbird"                  | "Blackbird"                  | "Blackbird"                  | "Blackbird"                  | "Blackbird"                  | "Blackbird"                  | "Blackbird"                  | "Blackbird"                  | "Blackbird"                  | "Blackbird"                  | "Blackbird"                  | "Blackbird"                  | "Blackbird"                  | "Blackbird"                  | "Blackbird"                  | "Blackbird"                  | "Blackbird"                  | "Blackbird"                  | "Blackbird"                  | "Blackbird"                  | "Blackbird"                  | "Blackbird"                  | "Blackbird"                  | "Blackbird"                  | "Blackbird"                  | "Blackbird"                  | "Blackbird"                  | "Blackbird"                  | "Blackbird"                  | "Blackbird"                  | "Blackbird"                  | "Blackbird"                  | "Blackbird"                  | "Blackbird"                  | "Blackbird"                  | "Blackbird"                  | "Blackbird"                  | "Blackbird"                  | "Blackbird"                  | "Blackbird"                  | The Beatles            | The Beatles            | The Beatles            | The Beatles            | The Beatles            | The Beatles            | The Beatles            | The Beatles            | The Beatles            | The Beatles            | The Beatles            | The Beatles            | The Beatles            | The Beatles            | The Beatles            | The Beatles            | The Beatles            | The Beatles            | The Beatles            | The Beatles            | The Beatles            | The Beatles            | The Beatles            | The Beatles            | The Beatles            | The Beatles            | The Beatles            | The Beatles            | The Beatles            | The Beatles            | The Beatles            | The Beatles            | The Beatles            | The Beatles            | The Beatles            | The Beatles            | The Beatles            | The Beatles            | The Beatles            | The Beatles            | The Beatles            | The Beatles            | The Beatles            | The Beatles            | The Beatles            | The Beatles            | The Beatles            | The Beatles            | The Beatles            | The Beatles            | The Beatles            | The Beatles            | The Beatles            | The Beatles            | The Beatles            | The Beatles            | The Beatles            | The Beatles            | The Beatles            | The Beatles            | The Beatles            | The Beatles            | The Beatles            | The Beatles            | The Beatles            | The Beatles            | The Beatles            | The Beatles            | The Beatles            | The Beatles            | The Beatles            | The Beatles            | The Beatles            | The Beatles            | The Beatles            | The Beatles            | The Beatles            | The Beatles            | The Beatles            | The Beatles            | The Beatles            | The Beatles            | The Beatles            | The Beatles            | The Beatles            | The Beatles            | The Beatles            | The Beatles            | The Beatles            | The Beatles            | The Beatles            | The Beatles            | The Beatles            | The Beatles            | The Beatles            | The Beatles            | The Beatles            | The Beatles            | The Beatles            | The Beatles            | 7     | 7     | 7     | 7     | 7     | 7     | 7     | 7     | 7     | 7     | 7     | 7     | 7     | 7     | 7     | 7     | 7     | 7     | 7     | 7     | 7     | 7     | 7     | 7     | 7     | 7     | 7     | 7     | 7     | 7     | 7     | 7     | 7     | 7     | 7     | 7     | 7     | 7     | 7     | 7     | 7     | 7     | 7     | 7     | 7     | 7     | 7     | 7     | 7     | 7     | 7     | 7     | 7     | 7     | 7     | 7     | 7     | 7     | 7     | 7     | 7     | 7     | 7     | 7     | 7     | 7     | 7     | 7     | 7     | 7     | 7     | 7     | 7     | 7     | 7     | 7     | 7     | 7     | 7     | 7     | 7     | 7     | 7     | 7     | 7     | 7     | 7     | 7     | 7     | 7     | 7     | 7     | 7     | 7     | 7     | 7     | 7     | 7     | 7     | 7     | Ult 31    | Ult 31    | Ult 31    | Ult 31    | Ult 31    | Ult 31    | Ult 31    | Ult 31    | Ult 31    | Ult 31    | Ult 31    | Ult 31    | Ult 31    | Ult 31    | Ult 31    | Ult 31    | Ult 31    | Ult 31    | Ult 31    | Ult 31    | Ult 31    | Ult 31    | Ult 31    | Ult 31    | Ult 31    | Ult 31    | Ult 31    | Ult 31    | Ult 31    | Ult 31    | Ult 31    | Ult 31    | Ult 31    | Ult 31    | Ult 31    | Ult 31    | Ult 31    | Ult 31    | Ult 31    | Ult 31    | Ult 31    | Ult 31    | Ult 31    | Ult 31    | Ult 31    | Ult 31    | Ult 31    | Ult 31    | Ult 31    | Ult 31    | Ult 31    | Ult 31    | Ult 31    | Ult 31    | Ult 31    | Ult 31    | Ult 31    | Ult 31    | Ult 31    | Ult 31    | Ult 31    | Ult 31    | Ult 31    | Ult 31    | Ult 31    | Ult 31    | Ult 31    | Ult 31    | Ult 31    | Ult 31    | Ult 31    | Ult 31    | Ult 31    | Ult 31    | Ult 31    | Ult 31    | Ult 31    | Ult 31    | Ult 31    | Ult 31    | Ult 31    | Ult 31    | Ult 31    | Ult 31    | Ult 31    | Ult 31    | Ult 31    | Ult 31    | Ult 31    | Ult 31    | Ult 31    | Ult 31    | Ult 31    | Ult 31    | Ult 31    | Ult 31    | Ult 31    | Ult 31    | Ult 31    | Ult 31    |
| Mejores 10 | Mejores 10 | Mejores 10 | Mejores 10 | Mejores 10 | Mejores 10 | Mejores 10 | Mejores 10 | Mejores 10 | Mejores 10 | Mejores 10 | Mejores 10 | Mejores 10 | Mejores 10 | Mejores 10 | Mejores 10 | Mejores 10 | Mejores 10 | Mejores 10 | Mejores 10 | Mejores 10 | Mejores 10 | Mejores 10 | Mejores 10 | Mejores 10 | Mejores 10 | Mejores 10 | Mejores 10 | Mejores 10 | Mejores 10 | Mejores 10 | Mejores 10 | Mejores 10 | Mejores 10 | Mejores 10 | Mejores 10 | Mejores 10 | Mejores 10 | Mejores 10 | Mejores 10 | Mejores 10 | Mejores 10 | Mejores 10 | Mejores 10 | Mejores 10 | Mejores 10 | Mejores 10 | Mejores 10 | Mejores 10 | Mejores 10 | Mejores 10 | Mejores 10 | Mejores 10 | Mejores 10 | Mejores 10 | Mejores 10 | Mejores 10 | Mejores 10 | Mejores 10 | Mejores 10 | Mejores 10 | Mejores 10 | Mejores 10 | Mejores 10 | Mejores 10 | Mejores 10 | Mejores 10 | Mejores 10 | Mejores 10 | Mejores 10 | Mejores 10 | Mejores 10 | Mejores 10 | Mejores 10 | Mejores 10 | Mejores 10 | Mejores 10 | Mejores 10 | Mejores 10 | Mejores 10 | Mejores 10 | Mejores 10 | Mejores 10 | Mejores 10 | Mejores 10 | Mejores 10 | Mejores 10 | Mejores 10 | Mejores 10 | Mejores 10 | Mejores 10 | Mejores 10 | Mejores 10 | Mejores 10 | Mejores 10 | Mejores 10 | Mejores 10 | Mejores 10 | Mejores 10 | Mejores 10 | Año en que nacieron | Año en que nacieron | Año en que nacieron | Año en que nacieron | Año en que nacieron | Año en que nacieron | Año en que nacieron | Año en que nacieron | Año en que nacieron | Año en que nacieron | Año en que nacieron | Año en que nacieron | Año en que nacieron | Año en que nacieron | Año en que nacieron | Año en que nacieron | Año en que nacieron | Año en que nacieron | Año en que nacieron | Año en que nacieron | Año en que nacieron | Año en que nacieron | Año en que nacieron | Año en que nacieron | Año en que nacieron | Año en que nacieron | Año en que nacieron | Año en que nacieron | Año en que nacieron | Año en que nacieron | Año en que nacieron | Año en que nacieron | Año en que nacieron | Año en que nacieron | Año en que nacieron | Año en que nacieron | Año en que nacieron | Año en que nacieron | Año en que nacieron | Año en que nacieron | Año en que nacieron | Año en que nacieron | Año en que nacieron | Año en que nacieron | Año en que nacieron | Año en que nacieron | Año en que nacieron | Año en que nacieron | Año en que nacieron | Año en que nacieron | Año en que nacieron | Año en que nacieron | Año en que nacieron | Año en que nacieron | Año en que nacieron | Año en que nacieron | Año en que nacieron | Año en que nacieron | Año en que nacieron | Año en que nacieron | Año en que nacieron | Año en que nacieron | Año en que nacieron | Año en que nacieron | Año en que nacieron | Año en que nacieron | Año en que nacieron | Año en que nacieron | Año en que nacieron | Año en que nacieron | Año en que nacieron | Año en que nacieron | Año en que nacieron | Año en que nacieron | Año en que nacieron | Año en que nacieron | Año en que nacieron | Año en que nacieron | Año en que nacieron | Año en que nacieron | Año en que nacieron | Año en que nacieron | Año en que nacieron | Año en que nacieron | Año en que nacieron | Año en que nacieron | Año en que nacieron | Año en que nacieron | Año en que nacieron | Año en que nacieron | Año en que nacieron | Año en que nacieron | Año en que nacieron | Año en que nacieron | Año en que nacieron | Año en que nacieron | Año en que nacieron | Año en que nacieron | Año en que nacieron | Año en que nacieron | "Total Eclipse of the Heart" | "Total Eclipse of the Heart" | "Total Eclipse of the Heart" | "Total Eclipse of the Heart" | "Total Eclipse of the Heart" | "Total Eclipse of the Heart" | "Total Eclipse of the Heart" | "Total Eclipse of the Heart" | "Total Eclipse of the Heart" | "Total Eclipse of the Heart" | "Total Eclipse of the Heart" | "Total Eclipse of the Heart" | "Total Eclipse of the Heart" | "Total Eclipse of the Heart" | "Total Eclipse of the Heart" | "Total Eclipse of the Heart" | "Total Eclipse of the Heart" | "Total Eclipse of the Heart" | "Total Eclipse of the Heart" | "Total Eclipse of the Heart" | "Total Eclipse of the Heart" | "Total Eclipse of the Heart" | "Total Eclipse of the Heart" | "Total Eclipse of the Heart" | "Total Eclipse of the Heart" | "Total Eclipse of the Heart" | "Total Eclipse of the Heart" | "Total Eclipse of the Heart" | "Total Eclipse of the Heart" | "Total Eclipse of the Heart" | "Total Eclipse of the Heart" | "Total Eclipse of the Heart" | "Total Eclipse of the Heart" | "Total Eclipse of the Heart" | "Total Eclipse of the Heart" | "Total Eclipse of the Heart" | "Total Eclipse of the Heart" | "Total Eclipse of the Heart" | "Total Eclipse of the Heart" | "Total Eclipse of the Heart" | "Total Eclipse of the Heart" | "Total Eclipse of the Heart" | "Total Eclipse of the Heart" | "Total Eclipse of the Heart" | "Total Eclipse of the Heart" | "Total Eclipse of the Heart" | "Total Eclipse of the Heart" | "Total Eclipse of the Heart" | "Total Eclipse of the Heart" | "Total Eclipse of the Heart" | "Total Eclipse of the Heart" | "Total Eclipse of the Heart" | "Total Eclipse of the Heart" | "Total Eclipse of the Heart" | "Total Eclipse of the Heart" | "Total Eclipse of the Heart" | "Total Eclipse of the Heart" | "Total Eclipse of the Heart" | "Total Eclipse of the Heart" | "Total Eclipse of the Heart" | "Total Eclipse of the Heart" | "Total Eclipse of the Heart" | "Total Eclipse of the Heart" | "Total Eclipse of the Heart" | "Total Eclipse of the Heart" | "Total Eclipse of the Heart" | "Total Eclipse of the Heart" | "Total Eclipse of the Heart" | "Total Eclipse of the Heart" | "Total Eclipse of the Heart" | "Total Eclipse of the Heart" | "Total Eclipse of the Heart" | "Total Eclipse of the Heart" | "Total Eclipse of the Heart" | "Total Eclipse of the Heart" | "Total Eclipse of the Heart" | "Total Eclipse of the Heart" | "Total Eclipse of the Heart" | "Total Eclipse of the Heart" | "Total Eclipse of the Heart" | "Total Eclipse of the Heart" | "Total Eclipse of the Heart" | "Total Eclipse of the Heart" | "Total Eclipse of the Heart" | "Total Eclipse of the Heart" | "Total Eclipse of the Heart" | "Total Eclipse of the Heart" | "Total Eclipse of the Heart" | "Total Eclipse of the Heart" | "Total Eclipse of the Heart" | "Total Eclipse of the Heart" | "Total Eclipse of the Heart" | "Total Eclipse of the Heart" | "Total Eclipse of the Heart" | "Total Eclipse of the Heart" | "Total Eclipse of the Heart" | "Total Eclipse of the Heart" | "Total Eclipse of the Heart" | "Total Eclipse of the Heart" | "Total Eclipse of the Heart" | Bonnie Tyler           | Bonnie Tyler           | Bonnie Tyler           | Bonnie Tyler           | Bonnie Tyler           | Bonnie Tyler           | Bonnie Tyler           | Bonnie Tyler           | Bonnie Tyler           | Bonnie Tyler           | Bonnie Tyler           | Bonnie Tyler           | Bonnie Tyler           | Bonnie Tyler           | Bonnie Tyler           | Bonnie Tyler           | Bonnie Tyler           | Bonnie Tyler           | Bonnie Tyler           | Bonnie Tyler           | Bonnie Tyler           | Bonnie Tyler           | Bonnie Tyler           | Bonnie Tyler           | Bonnie Tyler           | Bonnie Tyler           | Bonnie Tyler           | Bonnie Tyler           | Bonnie Tyler           | Bonnie Tyler           | Bonnie Tyler           | Bonnie Tyler           | Bonnie Tyler           | Bonnie Tyler           | Bonnie Tyler           | Bonnie Tyler           | Bonnie Tyler           | Bonnie Tyler           | Bonnie Tyler           | Bonnie Tyler           | Bonnie Tyler           | Bonnie Tyler           | Bonnie Tyler           | Bonnie Tyler           | Bonnie Tyler           | Bonnie Tyler           | Bonnie Tyler           | Bonnie Tyler           | Bonnie Tyler           | Bonnie Tyler           | Bonnie Tyler           | Bonnie Tyler           | Bonnie Tyler           | Bonnie Tyler           | Bonnie Tyler           | Bonnie Tyler           | Bonnie Tyler           | Bonnie Tyler           | Bonnie Tyler           | Bonnie Tyler           | Bonnie Tyler           | Bonnie Tyler           | Bonnie Tyler           | Bonnie Tyler           | Bonnie Tyler           | Bonnie Tyler           | Bonnie Tyler           | Bonnie Tyler           | Bonnie Tyler           | Bonnie Tyler           | Bonnie Tyler           | Bonnie Tyler           | Bonnie Tyler           | Bonnie Tyler           | Bonnie Tyler           | Bonnie Tyler           | Bonnie Tyler           | Bonnie Tyler           | Bonnie Tyler           | Bonnie Tyler           | Bonnie Tyler           | Bonnie Tyler           | Bonnie Tyler           | Bonnie Tyler           | Bonnie Tyler           | Bonnie Tyler           | Bonnie Tyler           | Bonnie Tyler           | Bonnie Tyler           | Bonnie Tyler           | Bonnie Tyler           | Bonnie Tyler           | Bonnie Tyler           | Bonnie Tyler           | Bonnie Tyler           | Bonnie Tyler           | Bonnie Tyler           | Bonnie Tyler           | Bonnie Tyler           | Bonnie Tyler           | 7     | 7     | 7     | 7     | 7     | 7     | 7     | 7     | 7     | 7     | 7     | 7     | 7     | 7     | 7     | 7     | 7     | 7     | 7     | 7     | 7     | 7     | 7     | 7     | 7     | 7     | 7     | 7     | 7     | 7     | 7     | 7     | 7     | 7     | 7     | 7     | 7     | 7     | 7     | 7     | 7     | 7     | 7     | 7     | 7     | 7     | 7     | 7     | 7     | 7     | 7     | 7     | 7     | 7     | 7     | 7     | 7     | 7     | 7     | 7     | 7     | 7     | 7     | 7     | 7     | 7     | 7     | 7     | 7     | 7     | 7     | 7     | 7     | 7     | 7     | 7     | 7     | 7     | 7     | 7     | 7     | 7     | 7     | 7     | 7     | 7     | 7     | 7     | 7     | 7     | 7     | 7     | 7     | 7     | 7     | 7     | 7     | 7     | 7     | 7     | A salvo   | A salvo   | A salvo   | A salvo   | A salvo   | A salvo   | A salvo   | A salvo   | A salvo   | A salvo   | A salvo   | A salvo   | A salvo   | A salvo   | A salvo   | A salvo   | A salvo   | A salvo   | A salvo   | A salvo   | A salvo   | A salvo   | A salvo   | A salvo   | A salvo   | A salvo   | A salvo   | A salvo   | A salvo   | A salvo   | A salvo   | A salvo   | A salvo   | A salvo   | A salvo   | A salvo   | A salvo   | A salvo   | A salvo   | A salvo   | A salvo   | A salvo   | A salvo   | A salvo   | A salvo   | A salvo   | A salvo   | A salvo   | A salvo   | A salvo   | A salvo   | A salvo   | A salvo   | A salvo   | A salvo   | A salvo   | A salvo   | A salvo   | A salvo   | A salvo   | A salvo   | A salvo   | A salvo   | A salvo   | A salvo   | A salvo   | A salvo   | A salvo   | A salvo   | A salvo   | A salvo   | A salvo   | A salvo   | A salvo   | A salvo   | A salvo   | A salvo   | A salvo   | A salvo   | A salvo   | A salvo   | A salvo   | A salvo   | A salvo   | A salvo   | A salvo   | A salvo   | A salvo   | A salvo   | A salvo   | A salvo   | A salvo   | A salvo   | A salvo   | A salvo   | A salvo   | A salvo   | A salvo   | A salvo   | A salvo   |
| Mejores 9  | Mejores 9  | Mejores 9  | Mejores 9  | Mejores 9  | Mejores 9  | Mejores 9  | Mejores 9  | Mejores 9  | Mejores 9  | Mejores 9  | Mejores 9  | Mejores 9  | Mejores 9  | Mejores 9  | Mejores 9  | Mejores 9  | Mejores 9  | Mejores 9  | Mejores 9  | Mejores 9  | Mejores 9  | Mejores 9  | Mejores 9  | Mejores 9  | Mejores 9  | Mejores 9  | Mejores 9  | Mejores 9  | Mejores 9  | Mejores 9  | Mejores 9  | Mejores 9  | Mejores 9  | Mejores 9  | Mejores 9  | Mejores 9  | Mejores 9  | Mejores 9  | Mejores 9  | Mejores 9  | Mejores 9  | Mejores 9  | Mejores 9  | Mejores 9  | Mejores 9  | Mejores 9  | Mejores 9  | Mejores 9  | Mejores 9  | Mejores 9  | Mejores 9  | Mejores 9  | Mejores 9  | Mejores 9  | Mejores 9  | Mejores 9  | Mejores 9  | Mejores 9  | Mejores 9  | Mejores 9  | Mejores 9  | Mejores 9  | Mejores 9  | Mejores 9  | Mejores 9  | Mejores 9  | Mejores 9  | Mejores 9  | Mejores 9  | Mejores 9  | Mejores 9  | Mejores 9  | Mejores 9  | Mejores 9  | Mejores 9  | Mejores 9  | Mejores 9  | Mejores 9  | Mejores 9  | Mejores 9  | Mejores 9  | Mejores 9  | Mejores 9  | Mejores 9  | Mejores 9  | Mejores 9  | Mejores 9  | Mejores 9  | Mejores 9  | Mejores 9  | Mejores 9  | Mejores 9  | Mejores 9  | Mejores 9  | Mejores 9  | Mejores 9  | Mejores 9  | Mejores 9  | Mejores 9  | Dolly Parton        | Dolly Parton        | Dolly Parton        | Dolly Parton        | Dolly Parton        | Dolly Parton        | Dolly Parton        | Dolly Parton        | Dolly Parton        | Dolly Parton        | Dolly Parton        | Dolly Parton        | Dolly Parton        | Dolly Parton        | Dolly Parton        | Dolly Parton        | Dolly Parton        | Dolly Parton        | Dolly Parton        | Dolly Parton        | Dolly Parton        | Dolly Parton        | Dolly Parton        | Dolly Parton        | Dolly Parton        | Dolly Parton        | Dolly Parton        | Dolly Parton        | Dolly Parton        | Dolly Parton        | Dolly Parton        | Dolly Parton        | Dolly Parton        | Dolly Parton        | Dolly Parton        | Dolly Parton        | Dolly Parton        | Dolly Parton        | Dolly Parton        | Dolly Parton        | Dolly Parton        | Dolly Parton        | Dolly Parton        | Dolly Parton        | Dolly Parton        | Dolly Parton        | Dolly Parton        | Dolly Parton        | Dolly Parton        | Dolly Parton        | Dolly Parton        | Dolly Parton        | Dolly Parton        | Dolly Parton        | Dolly Parton        | Dolly Parton        | Dolly Parton        | Dolly Parton        | Dolly Parton        | Dolly Parton        | Dolly Parton        | Dolly Parton        | Dolly Parton        | Dolly Parton        | Dolly Parton        | Dolly Parton        | Dolly Parton        | Dolly Parton        | Dolly Parton        | Dolly Parton        | Dolly Parton        | Dolly Parton        | Dolly Parton        | Dolly Parton        | Dolly Parton        | Dolly Parton        | Dolly Parton        | Dolly Parton        | Dolly Parton        | Dolly Parton        | Dolly Parton        | Dolly Parton        | Dolly Parton        | Dolly Parton        | Dolly Parton        | Dolly Parton        | Dolly Parton        | Dolly Parton        | Dolly Parton        | Dolly Parton        | Dolly Parton        | Dolly Parton        | Dolly Parton        | Dolly Parton        | Dolly Parton        | Dolly Parton        | Dolly Parton        | Dolly Parton        | Dolly Parton        | Dolly Parton        | "Here You Come Again"        | "Here You Come Again"        | "Here You Come Again"        | "Here You Come Again"        | "Here You Come Again"        | "Here You Come Again"        | "Here You Come Again"        | "Here You Come Again"        | "Here You Come Again"        | "Here You Come Again"        | "Here You Come Again"        | "Here You Come Again"        | "Here You Come Again"        | "Here You Come Again"        | "Here You Come Again"        | "Here You Come Again"        | "Here You Come Again"        | "Here You Come Again"        | "Here You Come Again"        | "Here You Come Again"        | "Here You Come Again"        | "Here You Come Again"        | "Here You Come Again"        | "Here You Come Again"        | "Here You Come Again"        | "Here You Come Again"        | "Here You Come Again"        | "Here You Come Again"        | "Here You Come Again"        | "Here You Come Again"        | "Here You Come Again"        | "Here You Come Again"        | "Here You Come Again"        | "Here You Come Again"        | "Here You Come Again"        | "Here You Come Again"        | "Here You Come Again"        | "Here You Come Again"        | "Here You Come Again"        | "Here You Come Again"        | "Here You Come Again"        | "Here You Come Again"        | "Here You Come Again"        | "Here You Come Again"        | "Here You Come Again"        | "Here You Come Again"        | "Here You Come Again"        | "Here You Come Again"        | "Here You Come Again"        | "Here You Come Again"        | "Here You Come Again"        | "Here You Come Again"        | "Here You Come Again"        | "Here You Come Again"        | "Here You Come Again"        | "Here You Come Again"        | "Here You Come Again"        | "Here You Come Again"        | "Here You Come Again"        | "Here You Come Again"        | "Here You Come Again"        | "Here You Come Again"        | "Here You Come Again"        | "Here You Come Again"        | "Here You Come Again"        | "Here You Come Again"        | "Here You Come Again"        | "Here You Come Again"        | "Here You Come Again"        | "Here You Come Again"        | "Here You Come Again"        | "Here You Come Again"        | "Here You Come Again"        | "Here You Come Again"        | "Here You Come Again"        | "Here You Come Again"        | "Here You Come Again"        | "Here You Come Again"        | "Here You Come Again"        | "Here You Come Again"        | "Here You Come Again"        | "Here You Come Again"        | "Here You Come Again"        | "Here You Come Again"        | "Here You Come Again"        | "Here You Come Again"        | "Here You Come Again"        | "Here You Come Again"        | "Here You Come Again"        | "Here You Come Again"        | "Here You Come Again"        | "Here You Come Again"        | "Here You Come Again"        | "Here You Come Again"        | "Here You Come Again"        | "Here You Come Again"        | "Here You Come Again"        | "Here You Come Again"        | "Here You Come Again"        | "Here You Come Again"        | Dolly Parton           | Dolly Parton           | Dolly Parton           | Dolly Parton           | Dolly Parton           | Dolly Parton           | Dolly Parton           | Dolly Parton           | Dolly Parton           | Dolly Parton           | Dolly Parton           | Dolly Parton           | Dolly Parton           | Dolly Parton           | Dolly Parton           | Dolly Parton           | Dolly Parton           | Dolly Parton           | Dolly Parton           | Dolly Parton           | Dolly Parton           | Dolly Parton           | Dolly Parton           | Dolly Parton           | Dolly Parton           | Dolly Parton           | Dolly Parton           | Dolly Parton           | Dolly Parton           | Dolly Parton           | Dolly Parton           | Dolly Parton           | Dolly Parton           | Dolly Parton           | Dolly Parton           | Dolly Parton           | Dolly Parton           | Dolly Parton           | Dolly Parton           | Dolly Parton           | Dolly Parton           | Dolly Parton           | Dolly Parton           | Dolly Parton           | Dolly Parton           | Dolly Parton           | Dolly Parton           | Dolly Parton           | Dolly Parton           | Dolly Parton           | Dolly Parton           | Dolly Parton           | Dolly Parton           | Dolly Parton           | Dolly Parton           | Dolly Parton           | Dolly Parton           | Dolly Parton           | Dolly Parton           | Dolly Parton           | Dolly Parton           | Dolly Parton           | Dolly Parton           | Dolly Parton           | Dolly Parton           | Dolly Parton           | Dolly Parton           | Dolly Parton           | Dolly Parton           | Dolly Parton           | Dolly Parton           | Dolly Parton           | Dolly Parton           | Dolly Parton           | Dolly Parton           | Dolly Parton           | Dolly Parton           | Dolly Parton           | Dolly Parton           | Dolly Parton           | Dolly Parton           | Dolly Parton           | Dolly Parton           | Dolly Parton           | Dolly Parton           | Dolly Parton           | Dolly Parton           | Dolly Parton           | Dolly Parton           | Dolly Parton           | Dolly Parton           | Dolly Parton           | Dolly Parton           | Dolly Parton           | Dolly Parton           | Dolly Parton           | Dolly Parton           | Dolly Parton           | Dolly Parton           | Dolly Parton           | 5     | 5     | 5     | 5     | 5     | 5     | 5     | 5     | 5     | 5     | 5     | 5     | 5     | 5     | 5     | 5     | 5     | 5     | 5     | 5     | 5     | 5     | 5     | 5     | 5     | 5     | 5     | 5     | 5     | 5     | 5     | 5     | 5     | 5     | 5     | 5     | 5     | 5     | 5     | 5     | 5     | 5     | 5     | 5     | 5     | 5     | 5     | 5     | 5     | 5     | 5     | 5     | 5     | 5     | 5     | 5     | 5     | 5     | 5     | 5     | 5     | 5     | 5     | 5     | 5     | 5     | 5     | 5     | 5     | 5     | 5     | 5     | 5     | 5     | 5     | 5     | 5     | 5     | 5     | 5     | 5     | 5     | 5     | 5     | 5     | 5     | 5     | 5     | 5     | 5     | 5     | 5     | 5     | 5     | 5     | 5     | 5     | 5     | 5     | 5     | A salvo   | A salvo   | A salvo   | A salvo   | A salvo   | A salvo   | A salvo   | A salvo   | A salvo   | A salvo   | A salvo   | A salvo   | A salvo   | A salvo   | A salvo   | A salvo   | A salvo   | A salvo   | A salvo   | A salvo   | A salvo   | A salvo   | A salvo   | A salvo   | A salvo   | A salvo   | A salvo   | A salvo   | A salvo   | A salvo   | A salvo   | A salvo   | A salvo   | A salvo   | A salvo   | A salvo   | A salvo   | A salvo   | A salvo   | A salvo   | A salvo   | A salvo   | A salvo   | A salvo   | A salvo   | A salvo   | A salvo   | A salvo   | A salvo   | A salvo   | A salvo   | A salvo   | A salvo   | A salvo   | A salvo   | A salvo   | A salvo   | A salvo   | A salvo   | A salvo   | A salvo   | A salvo   | A salvo   | A salvo   | A salvo   | A salvo   | A salvo   | A salvo   | A salvo   | A salvo   | A salvo   | A salvo   | A salvo   | A salvo   | A salvo   | A salvo   | A salvo   | A salvo   | A salvo   | A salvo   | A salvo   | A salvo   | A salvo   | A salvo   | A salvo   | A salvo   | A salvo   | A salvo   | A salvo   | A salvo   | A salvo   | A salvo   | A salvo   | A salvo   | A salvo   | A salvo   | A salvo   | A salvo   | A salvo   | A salvo   |
| Mejores 8  | Mejores 8  | Mejores 8  | Mejores 8  | Mejores 8  | Mejores 8  | Mejores 8  | Mejores 8  | Mejores 8  | Mejores 8  | Mejores 8  | Mejores 8  | Mejores 8  | Mejores 8  | Mejores 8  | Mejores 8  | Mejores 8  | Mejores 8  | Mejores 8  | Mejores 8  | Mejores 8  | Mejores 8  | Mejores 8  | Mejores 8  | Mejores 8  | Mejores 8  | Mejores 8  | Mejores 8  | Mejores 8  | Mejores 8  | Mejores 8  | Mejores 8  | Mejores 8  | Mejores 8  | Mejores 8  | Mejores 8  | Mejores 8  | Mejores 8  | Mejores 8  | Mejores 8  | Mejores 8  | Mejores 8  | Mejores 8  | Mejores 8  | Mejores 8  | Mejores 8  | Mejores 8  | Mejores 8  | Mejores 8  | Mejores 8  | Mejores 8  | Mejores 8  | Mejores 8  | Mejores 8  | Mejores 8  | Mejores 8  | Mejores 8  | Mejores 8  | Mejores 8  | Mejores 8  | Mejores 8  | Mejores 8  | Mejores 8  | Mejores 8  | Mejores 8  | Mejores 8  | Mejores 8  | Mejores 8  | Mejores 8  | Mejores 8  | Mejores 8  | Mejores 8  | Mejores 8  | Mejores 8  | Mejores 8  | Mejores 8  | Mejores 8  | Mejores 8  | Mejores 8  | Mejores 8  | Mejores 8  | Mejores 8  | Mejores 8  | Mejores 8  | Mejores 8  | Mejores 8  | Mejores 8  | Mejores 8  | Mejores 8  | Mejores 8  | Mejores 8  | Mejores 8  | Mejores 8  | Mejores 8  | Mejores 8  | Mejores 8  | Mejores 8  | Mejores 8  | Mejores 8  | Mejores 8  | Música Inspiradora  | Música Inspiradora  | Música Inspiradora  | Música Inspiradora  | Música Inspiradora  | Música Inspiradora  | Música Inspiradora  | Música Inspiradora  | Música Inspiradora  | Música Inspiradora  | Música Inspiradora  | Música Inspiradora  | Música Inspiradora  | Música Inspiradora  | Música Inspiradora  | Música Inspiradora  | Música Inspiradora  | Música Inspiradora  | Música Inspiradora  | Música Inspiradora  | Música Inspiradora  | Música Inspiradora  | Música Inspiradora  | Música Inspiradora  | Música Inspiradora  | Música Inspiradora  | Música Inspiradora  | Música Inspiradora  | Música Inspiradora  | Música Inspiradora  | Música Inspiradora  | Música Inspiradora  | Música Inspiradora  | Música Inspiradora  | Música Inspiradora  | Música Inspiradora  | Música Inspiradora  | Música Inspiradora  | Música Inspiradora  | Música Inspiradora  | Música Inspiradora  | Música Inspiradora  | Música Inspiradora  | Música Inspiradora  | Música Inspiradora  | Música Inspiradora  | Música Inspiradora  | Música Inspiradora  | Música Inspiradora  | Música Inspiradora  | Música Inspiradora  | Música Inspiradora  | Música Inspiradora  | Música Inspiradora  | Música Inspiradora  | Música Inspiradora  | Música Inspiradora  | Música Inspiradora  | Música Inspiradora  | Música Inspiradora  | Música Inspiradora  | Música Inspiradora  | Música Inspiradora  | Música Inspiradora  | Música Inspiradora  | Música Inspiradora  | Música Inspiradora  | Música Inspiradora  | Música Inspiradora  | Música Inspiradora  | Música Inspiradora  | Música Inspiradora  | Música Inspiradora  | Música Inspiradora  | Música Inspiradora  | Música Inspiradora  | Música Inspiradora  | Música Inspiradora  | Música Inspiradora  | Música Inspiradora  | Música Inspiradora  | Música Inspiradora  | Música Inspiradora  | Música Inspiradora  | Música Inspiradora  | Música Inspiradora  | Música Inspiradora  | Música Inspiradora  | Música Inspiradora  | Música Inspiradora  | Música Inspiradora  | Música Inspiradora  | Música Inspiradora  | Música Inspiradora  | Música Inspiradora  | Música Inspiradora  | Música Inspiradora  | Música Inspiradora  | Música Inspiradora  | Música Inspiradora  | "The Show Must Go On"        | "The Show Must Go On"        | "The Show Must Go On"        | "The Show Must Go On"        | "The Show Must Go On"        | "The Show Must Go On"        | "The Show Must Go On"        | "The Show Must Go On"        | "The Show Must Go On"        | "The Show Must Go On"        | "The Show Must Go On"        | "The Show Must Go On"        | "The Show Must Go On"        | "The Show Must Go On"        | "The Show Must Go On"        | "The Show Must Go On"        | "The Show Must Go On"        | "The Show Must Go On"        | "The Show Must Go On"        | "The Show Must Go On"        | "The Show Must Go On"        | "The Show Must Go On"        | "The Show Must Go On"        | "The Show Must Go On"        | "The Show Must Go On"        | "The Show Must Go On"        | "The Show Must Go On"        | "The Show Must Go On"        | "The Show Must Go On"        | "The Show Must Go On"        | "The Show Must Go On"        | "The Show Must Go On"        | "The Show Must Go On"        | "The Show Must Go On"        | "The Show Must Go On"        | "The Show Must Go On"        | "The Show Must Go On"        | "The Show Must Go On"        | "The Show Must Go On"        | "The Show Must Go On"        | "The Show Must Go On"        | "The Show Must Go On"        | "The Show Must Go On"        | "The Show Must Go On"        | "The Show Must Go On"        | "The Show Must Go On"        | "The Show Must Go On"        | "The Show Must Go On"        | "The Show Must Go On"        | "The Show Must Go On"        | "The Show Must Go On"        | "The Show Must Go On"        | "The Show Must Go On"        | "The Show Must Go On"        | "The Show Must Go On"        | "The Show Must Go On"        | "The Show Must Go On"        | "The Show Must Go On"        | "The Show Must Go On"        | "The Show Must Go On"        | "The Show Must Go On"        | "The Show Must Go On"        | "The Show Must Go On"        | "The Show Must Go On"        | "The Show Must Go On"        | "The Show Must Go On"        | "The Show Must Go On"        | "The Show Must Go On"        | "The Show Must Go On"        | "The Show Must Go On"        | "The Show Must Go On"        | "The Show Must Go On"        | "The Show Must Go On"        | "The Show Must Go On"        | "The Show Must Go On"        | "The Show Must Go On"        | "The Show Must Go On"        | "The Show Must Go On"        | "The Show Must Go On"        | "The Show Must Go On"        | "The Show Must Go On"        | "The Show Must Go On"        | "The Show Must Go On"        | "The Show Must Go On"        | "The Show Must Go On"        | "The Show Must Go On"        | "The Show Must Go On"        | "The Show Must Go On"        | "The Show Must Go On"        | "The Show Must Go On"        | "The Show Must Go On"        | "The Show Must Go On"        | "The Show Must Go On"        | "The Show Must Go On"        | "The Show Must Go On"        | "The Show Must Go On"        | "The Show Must Go On"        | "The Show Must Go On"        | "The Show Must Go On"        | "The Show Must Go On"        | Queen                  | Queen                  | Queen                  | Queen                  | Queen                  | Queen                  | Queen                  | Queen                  | Queen                  | Queen                  | Queen                  | Queen                  | Queen                  | Queen                  | Queen                  | Queen                  | Queen                  | Queen                  | Queen                  | Queen                  | Queen                  | Queen                  | Queen                  | Queen                  | Queen                  | Queen                  | Queen                  | Queen                  | Queen                  | Queen                  | Queen                  | Queen                  | Queen                  | Queen                  | Queen                  | Queen                  | Queen                  | Queen                  | Queen                  | Queen                  | Queen                  | Queen                  | Queen                  | Queen                  | Queen                  | Queen                  | Queen                  | Queen                  | Queen                  | Queen                  | Queen                  | Queen                  | Queen                  | Queen                  | Queen                  | Queen                  | Queen                  | Queen                  | Queen                  | Queen                  | Queen                  | Queen                  | Queen                  | Queen                  | Queen                  | Queen                  | Queen                  | Queen                  | Queen                  | Queen                  | Queen                  | Queen                  | Queen                  | Queen                  | Queen                  | Queen                  | Queen                  | Queen                  | Queen                  | Queen                  | Queen                  | Queen                  | Queen                  | Queen                  | Queen                  | Queen                  | Queen                  | Queen                  | Queen                  | Queen                  | Queen                  | Queen                  | Queen                  | Queen                  | Queen                  | Queen                  | Queen                  | Queen                  | Queen                  | Queen                  | 6     | 6     | 6     | 6     | 6     | 6     | 6     | 6     | 6     | 6     | 6     | 6     | 6     | 6     | 6     | 6     | 6     | 6     | 6     | 6     | 6     | 6     | 6     | 6     | 6     | 6     | 6     | 6     | 6     | 6     | 6     | 6     | 6     | 6     | 6     | 6     | 6     | 6     | 6     | 6     | 6     | 6     | 6     | 6     | 6     | 6     | 6     | 6     | 6     | 6     | 6     | 6     | 6     | 6     | 6     | 6     | 6     | 6     | 6     | 6     | 6     | 6     | 6     | 6     | 6     | 6     | 6     | 6     | 6     | 6     | 6     | 6     | 6     | 6     | 6     | 6     | 6     | 6     | 6     | 6     | 6     | 6     | 6     | 6     | 6     | 6     | 6     | 6     | 6     | 6     | 6     | 6     | 6     | 6     | 6     | 6     | 6     | 6     | 6     | 6     | Ult 32    | Ult 32    | Ult 32    | Ult 32    | Ult 32    | Ult 32    | Ult 32    | Ult 32    | Ult 32    | Ult 32    | Ult 32    | Ult 32    | Ult 32    | Ult 32    | Ult 32    | Ult 32    | Ult 32    | Ult 32    | Ult 32    | Ult 32    | Ult 32    | Ult 32    | Ult 32    | Ult 32    | Ult 32    | Ult 32    | Ult 32    | Ult 32    | Ult 32    | Ult 32    | Ult 32    | Ult 32    | Ult 32    | Ult 32    | Ult 32    | Ult 32    | Ult 32    | Ult 32    | Ult 32    | Ult 32    | Ult 32    | Ult 32    | Ult 32    | Ult 32    | Ult 32    | Ult 32    | Ult 32    | Ult 32    | Ult 32    | Ult 32    | Ult 32    | Ult 32    | Ult 32    | Ult 32    | Ult 32    | Ult 32    | Ult 32    | Ult 32    | Ult 32    | Ult 32    | Ult 32    | Ult 32    | Ult 32    | Ult 32    | Ult 32    | Ult 32    | Ult 32    | Ult 32    | Ult 32    | Ult 32    | Ult 32    | Ult 32    | Ult 32    | Ult 32    | Ult 32    | Ult 32    | Ult 32    | Ult 32    | Ult 32    | Ult 32    | Ult 32    | Ult 32    | Ult 32    | Ult 32    | Ult 32    | Ult 32    | Ult 32    | Ult 32    | Ult 32    | Ult 32    | Ult 32    | Ult 32    | Ult 32    | Ult 32    | Ult 32    | Ult 32    | Ult 32    | Ult 32    | Ult 32    | Ult 32    |
| Mejores 7  | Mejores 7  | Mejores 7  | Mejores 7  | Mejores 7  | Mejores 7  | Mejores 7  | Mejores 7  | Mejores 7  | Mejores 7  | Mejores 7  | Mejores 7  | Mejores 7  | Mejores 7  | Mejores 7  | Mejores 7  | Mejores 7  | Mejores 7  | Mejores 7  | Mejores 7  | Mejores 7  | Mejores 7  | Mejores 7  | Mejores 7  | Mejores 7  | Mejores 7  | Mejores 7  | Mejores 7  | Mejores 7  | Mejores 7  | Mejores 7  | Mejores 7  | Mejores 7  | Mejores 7  | Mejores 7  | Mejores 7  | Mejores 7  | Mejores 7  | Mejores 7  | Mejores 7  | Mejores 7  | Mejores 7  | Mejores 7  | Mejores 7  | Mejores 7  | Mejores 7  | Mejores 7  | Mejores 7  | Mejores 7  | Mejores 7  | Mejores 7  | Mejores 7  | Mejores 7  | Mejores 7  | Mejores 7  | Mejores 7  | Mejores 7  | Mejores 7  | Mejores 7  | Mejores 7  | Mejores 7  | Mejores 7  | Mejores 7  | Mejores 7  | Mejores 7  | Mejores 7  | Mejores 7  | Mejores 7  | Mejores 7  | Mejores 7  | Mejores 7  | Mejores 7  | Mejores 7  | Mejores 7  | Mejores 7  | Mejores 7  | Mejores 7  | Mejores 7  | Mejores 7  | Mejores 7  | Mejores 7  | Mejores 7  | Mejores 7  | Mejores 7  | Mejores 7  | Mejores 7  | Mejores 7  | Mejores 7  | Mejores 7  | Mejores 7  | Mejores 7  | Mejores 7  | Mejores 7  | Mejores 7  | Mejores 7  | Mejores 7  | Mejores 7  | Mejores 7  | Mejores 7  | Mejores 7  | Mariah Carey        | Mariah Carey        | Mariah Carey        | Mariah Carey        | Mariah Carey        | Mariah Carey        | Mariah Carey        | Mariah Carey        | Mariah Carey        | Mariah Carey        | Mariah Carey        | Mariah Carey        | Mariah Carey        | Mariah Carey        | Mariah Carey        | Mariah Carey        | Mariah Carey        | Mariah Carey        | Mariah Carey        | Mariah Carey        | Mariah Carey        | Mariah Carey        | Mariah Carey        | Mariah Carey        | Mariah Carey        | Mariah Carey        | Mariah Carey        | Mariah Carey        | Mariah Carey        | Mariah Carey        | Mariah Carey        | Mariah Carey        | Mariah Carey        | Mariah Carey        | Mariah Carey        | Mariah Carey        | Mariah Carey        | Mariah Carey        | Mariah Carey        | Mariah Carey        | Mariah Carey        | Mariah Carey        | Mariah Carey        | Mariah Carey        | Mariah Carey        | Mariah Carey        | Mariah Carey        | Mariah Carey        | Mariah Carey        | Mariah Carey        | Mariah Carey        | Mariah Carey        | Mariah Carey        | Mariah Carey        | Mariah Carey        | Mariah Carey        | Mariah Carey        | Mariah Carey        | Mariah Carey        | Mariah Carey        | Mariah Carey        | Mariah Carey        | Mariah Carey        | Mariah Carey        | Mariah Carey        | Mariah Carey        | Mariah Carey        | Mariah Carey        | Mariah Carey        | Mariah Carey        | Mariah Carey        | Mariah Carey        | Mariah Carey        | Mariah Carey        | Mariah Carey        | Mariah Carey        | Mariah Carey        | Mariah Carey        | Mariah Carey        | Mariah Carey        | Mariah Carey        | Mariah Carey        | Mariah Carey        | Mariah Carey        | Mariah Carey        | Mariah Carey        | Mariah Carey        | Mariah Carey        | Mariah Carey        | Mariah Carey        | Mariah Carey        | Mariah Carey        | Mariah Carey        | Mariah Carey        | Mariah Carey        | Mariah Carey        | Mariah Carey        | Mariah Carey        | Mariah Carey        | Mariah Carey        | "Without You"                | "Without You"                | "Without You"                | "Without You"                | "Without You"                | "Without You"                | "Without You"                | "Without You"                | "Without You"                | "Without You"                | "Without You"                | "Without You"                | "Without You"                | "Without You"                | "Without You"                | "Without You"                | "Without You"                | "Without You"                | "Without You"                | "Without You"                | "Without You"                | "Without You"                | "Without You"                | "Without You"                | "Without You"                | "Without You"                | "Without You"                | "Without You"                | "Without You"                | "Without You"                | "Without You"                | "Without You"                | "Without You"                | "Without You"                | "Without You"                | "Without You"                | "Without You"                | "Without You"                | "Without You"                | "Without You"                | "Without You"                | "Without You"                | "Without You"                | "Without You"                | "Without You"                | "Without You"                | "Without You"                | "Without You"                | "Without You"                | "Without You"                | "Without You"                | "Without You"                | "Without You"                | "Without You"                | "Without You"                | "Without You"                | "Without You"                | "Without You"                | "Without You"                | "Without You"                | "Without You"                | "Without You"                | "Without You"                | "Without You"                | "Without You"                | "Without You"                | "Without You"                | "Without You"                | "Without You"                | "Without You"                | "Without You"                | "Without You"                | "Without You"                | "Without You"                | "Without You"                | "Without You"                | "Without You"                | "Without You"                | "Without You"                | "Without You"                | "Without You"                | "Without You"                | "Without You"                | "Without You"                | "Without You"                | "Without You"                | "Without You"                | "Without You"                | "Without You"                | "Without You"                | "Without You"                | "Without You"                | "Without You"                | "Without You"                | "Without You"                | "Without You"                | "Without You"                | "Without You"                | "Without You"                | "Without You"                | Badfinger              | Badfinger              | Badfinger              | Badfinger              | Badfinger              | Badfinger              | Badfinger              | Badfinger              | Badfinger              | Badfinger              | Badfinger              | Badfinger              | Badfinger              | Badfinger              | Badfinger              | Badfinger              | Badfinger              | Badfinger              | Badfinger              | Badfinger              | Badfinger              | Badfinger              | Badfinger              | Badfinger              | Badfinger              | Badfinger              | Badfinger              | Badfinger              | Badfinger              | Badfinger              | Badfinger              | Badfinger              | Badfinger              | Badfinger              | Badfinger              | Badfinger              | Badfinger              | Badfinger              | Badfinger              | Badfinger              | Badfinger              | Badfinger              | Badfinger              | Badfinger              | Badfinger              | Badfinger              | Badfinger              | Badfinger              | Badfinger              | Badfinger              | Badfinger              | Badfinger              | Badfinger              | Badfinger              | Badfinger              | Badfinger              | Badfinger              | Badfinger              | Badfinger              | Badfinger              | Badfinger              | Badfinger              | Badfinger              | Badfinger              | Badfinger              | Badfinger              | Badfinger              | Badfinger              | Badfinger              | Badfinger              | Badfinger              | Badfinger              | Badfinger              | Badfinger              | Badfinger              | Badfinger              | Badfinger              | Badfinger              | Badfinger              | Badfinger              | Badfinger              | Badfinger              | Badfinger              | Badfinger              | Badfinger              | Badfinger              | Badfinger              | Badfinger              | Badfinger              | Badfinger              | Badfinger              | Badfinger              | Badfinger              | Badfinger              | Badfinger              | Badfinger              | Badfinger              | Badfinger              | Badfinger              | Badfinger              | 2     | 2     | 2     | 2     | 2     | 2     | 2     | 2     | 2     | 2     | 2     | 2     | 2     | 2     | 2     | 2     | 2     | 2     | 2     | 2     | 2     | 2     | 2     | 2     | 2     | 2     | 2     | 2     | 2     | 2     | 2     | 2     | 2     | 2     | 2     | 2     | 2     | 2     | 2     | 2     | 2     | 2     | 2     | 2     | 2     | 2     | 2     | 2     | 2     | 2     | 2     | 2     | 2     | 2     | 2     | 2     | 2     | 2     | 2     | 2     | 2     | 2     | 2     | 2     | 2     | 2     | 2     | 2     | 2     | 2     | 2     | 2     | 2     | 2     | 2     | 2     | 2     | 2     | 2     | 2     | 2     | 2     | 2     | 2     | 2     | 2     | 2     | 2     | 2     | 2     | 2     | 2     | 2     | 2     | 2     | 2     | 2     | 2     | 2     | 2     | A salvo   | A salvo   | A salvo   | A salvo   | A salvo   | A salvo   | A salvo   | A salvo   | A salvo   | A salvo   | A salvo   | A salvo   | A salvo   | A salvo   | A salvo   | A salvo   | A salvo   | A salvo   | A salvo   | A salvo   | A salvo   | A salvo   | A salvo   | A salvo   | A salvo   | A salvo   | A salvo   | A salvo   | A salvo   | A salvo   | A salvo   | A salvo   | A salvo   | A salvo   | A salvo   | A salvo   | A salvo   | A salvo   | A salvo   | A salvo   | A salvo   | A salvo   | A salvo   | A salvo   | A salvo   | A salvo   | A salvo   | A salvo   | A salvo   | A salvo   | A salvo   | A salvo   | A salvo   | A salvo   | A salvo   | A salvo   | A salvo   | A salvo   | A salvo   | A salvo   | A salvo   | A salvo   | A salvo   | A salvo   | A salvo   | A salvo   | A salvo   | A salvo   | A salvo   | A salvo   | A salvo   | A salvo   | A salvo   | A salvo   | A salvo   | A salvo   | A salvo   | A salvo   | A salvo   | A salvo   | A salvo   | A salvo   | A salvo   | A salvo   | A salvo   | A salvo   | A salvo   | A salvo   | A salvo   | A salvo   | A salvo   | A salvo   | A salvo   | A salvo   | A salvo   | A salvo   | A salvo   | A salvo   | A salvo   | A salvo   |
| Mejores 6  | Mejores 6  | Mejores 6  | Mejores 6  | Mejores 6  | Mejores 6  | Mejores 6  | Mejores 6  | Mejores 6  | Mejores 6  | Mejores 6  | Mejores 6  | Mejores 6  | Mejores 6  | Mejores 6  | Mejores 6  | Mejores 6  | Mejores 6  | Mejores 6  | Mejores 6  | Mejores 6  | Mejores 6  | Mejores 6  | Mejores 6  | Mejores 6  | Mejores 6  | Mejores 6  | Mejores 6  | Mejores 6  | Mejores 6  | Mejores 6  | Mejores 6  | Mejores 6  | Mejores 6  | Mejores 6  | Mejores 6  | Mejores 6  | Mejores 6  | Mejores 6  | Mejores 6  | Mejores 6  | Mejores 6  | Mejores 6  | Mejores 6  | Mejores 6  | Mejores 6  | Mejores 6  | Mejores 6  | Mejores 6  | Mejores 6  | Mejores 6  | Mejores 6  | Mejores 6  | Mejores 6  | Mejores 6  | Mejores 6  | Mejores 6  | Mejores 6  | Mejores 6  | Mejores 6  | Mejores 6  | Mejores 6  | Mejores 6  | Mejores 6  | Mejores 6  | Mejores 6  | Mejores 6  | Mejores 6  | Mejores 6  | Mejores 6  | Mejores 6  | Mejores 6  | Mejores 6  | Mejores 6  | Mejores 6  | Mejores 6  | Mejores 6  | Mejores 6  | Mejores 6  | Mejores 6  | Mejores 6  | Mejores 6  | Mejores 6  | Mejores 6  | Mejores 6  | Mejores 6  | Mejores 6  | Mejores 6  | Mejores 6  | Mejores 6  | Mejores 6  | Mejores 6  | Mejores 6  | Mejores 6  | Mejores 6  | Mejores 6  | Mejores 6  | Mejores 6  | Mejores 6  | Mejores 6  | Andrew Lloyd Webber | Andrew Lloyd Webber | Andrew Lloyd Webber | Andrew Lloyd Webber | Andrew Lloyd Webber | Andrew Lloyd Webber | Andrew Lloyd Webber | Andrew Lloyd Webber | Andrew Lloyd Webber | Andrew Lloyd Webber | Andrew Lloyd Webber | Andrew Lloyd Webber | Andrew Lloyd Webber | Andrew Lloyd Webber | Andrew Lloyd Webber | Andrew Lloyd Webber | Andrew Lloyd Webber | Andrew Lloyd Webber | Andrew Lloyd Webber | Andrew Lloyd Webber | Andrew Lloyd Webber | Andrew Lloyd Webber | Andrew Lloyd Webber | Andrew Lloyd Webber | Andrew Lloyd Webber | Andrew Lloyd Webber | Andrew Lloyd Webber | Andrew Lloyd Webber | Andrew Lloyd Webber | Andrew Lloyd Webber | Andrew Lloyd Webber | Andrew Lloyd Webber | Andrew Lloyd Webber | Andrew Lloyd Webber | Andrew Lloyd Webber | Andrew Lloyd Webber | Andrew Lloyd Webber | Andrew Lloyd Webber | Andrew Lloyd Webber | Andrew Lloyd Webber | Andrew Lloyd Webber | Andrew Lloyd Webber | Andrew Lloyd Webber | Andrew Lloyd Webber | Andrew Lloyd Webber | Andrew Lloyd Webber | Andrew Lloyd Webber | Andrew Lloyd Webber | Andrew Lloyd Webber | Andrew Lloyd Webber | Andrew Lloyd Webber | Andrew Lloyd Webber | Andrew Lloyd Webber | Andrew Lloyd Webber | Andrew Lloyd Webber | Andrew Lloyd Webber | Andrew Lloyd Webber | Andrew Lloyd Webber | Andrew Lloyd Webber | Andrew Lloyd Webber | Andrew Lloyd Webber | Andrew Lloyd Webber | Andrew Lloyd Webber | Andrew Lloyd Webber | Andrew Lloyd Webber | Andrew Lloyd Webber | Andrew Lloyd Webber | Andrew Lloyd Webber | Andrew Lloyd Webber | Andrew Lloyd Webber | Andrew Lloyd Webber | Andrew Lloyd Webber | Andrew Lloyd Webber | Andrew Lloyd Webber | Andrew Lloyd Webber | Andrew Lloyd Webber | Andrew Lloyd Webber | Andrew Lloyd Webber | Andrew Lloyd Webber | Andrew Lloyd Webber | Andrew Lloyd Webber | Andrew Lloyd Webber | Andrew Lloyd Webber | Andrew Lloyd Webber | Andrew Lloyd Webber | Andrew Lloyd Webber | Andrew Lloyd Webber | Andrew Lloyd Webber | Andrew Lloyd Webber | Andrew Lloyd Webber | Andrew Lloyd Webber | Andrew Lloyd Webber | Andrew Lloyd Webber | Andrew Lloyd Webber | Andrew Lloyd Webber | Andrew Lloyd Webber | Andrew Lloyd Webber | Andrew Lloyd Webber | Andrew Lloyd Webber | Andrew Lloyd Webber | "Superstar"                  | "Superstar"                  | "Superstar"                  | "Superstar"                  | "Superstar"                  | "Superstar"                  | "Superstar"                  | "Superstar"                  | "Superstar"                  | "Superstar"                  | "Superstar"                  | "Superstar"                  | "Superstar"                  | "Superstar"                  | "Superstar"                  | "Superstar"                  | "Superstar"                  | "Superstar"                  | "Superstar"                  | "Superstar"                  | "Superstar"                  | "Superstar"                  | "Superstar"                  | "Superstar"                  | "Superstar"                  | "Superstar"                  | "Superstar"                  | "Superstar"                  | "Superstar"                  | "Superstar"                  | "Superstar"                  | "Superstar"                  | "Superstar"                  | "Superstar"                  | "Superstar"                  | "Superstar"                  | "Superstar"                  | "Superstar"                  | "Superstar"                  | "Superstar"                  | "Superstar"                  | "Superstar"                  | "Superstar"                  | "Superstar"                  | "Superstar"                  | "Superstar"                  | "Superstar"                  | "Superstar"                  | "Superstar"                  | "Superstar"                  | "Superstar"                  | "Superstar"                  | "Superstar"                  | "Superstar"                  | "Superstar"                  | "Superstar"                  | "Superstar"                  | "Superstar"                  | "Superstar"                  | "Superstar"                  | "Superstar"                  | "Superstar"                  | "Superstar"                  | "Superstar"                  | "Superstar"                  | "Superstar"                  | "Superstar"                  | "Superstar"                  | "Superstar"                  | "Superstar"                  | "Superstar"                  | "Superstar"                  | "Superstar"                  | "Superstar"                  | "Superstar"                  | "Superstar"                  | "Superstar"                  | "Superstar"                  | "Superstar"                  | "Superstar"                  | "Superstar"                  | "Superstar"                  | "Superstar"                  | "Superstar"                  | "Superstar"                  | "Superstar"                  | "Superstar"                  | "Superstar"                  | "Superstar"                  | "Superstar"                  | "Superstar"                  | "Superstar"                  | "Superstar"                  | "Superstar"                  | "Superstar"                  | "Superstar"                  | "Superstar"                  | "Superstar"                  | "Superstar"                  | "Superstar"                  | Jesus Christ Superstar | Jesus Christ Superstar | Jesus Christ Superstar | Jesus Christ Superstar | Jesus Christ Superstar | Jesus Christ Superstar | Jesus Christ Superstar | Jesus Christ Superstar | Jesus Christ Superstar | Jesus Christ Superstar | Jesus Christ Superstar | Jesus Christ Superstar | Jesus Christ Superstar | Jesus Christ Superstar | Jesus Christ Superstar | Jesus Christ Superstar | Jesus Christ Superstar | Jesus Christ Superstar | Jesus Christ Superstar | Jesus Christ Superstar | Jesus Christ Superstar | Jesus Christ Superstar | Jesus Christ Superstar | Jesus Christ Superstar | Jesus Christ Superstar | Jesus Christ Superstar | Jesus Christ Superstar | Jesus Christ Superstar | Jesus Christ Superstar | Jesus Christ Superstar | Jesus Christ Superstar | Jesus Christ Superstar | Jesus Christ Superstar | Jesus Christ Superstar | Jesus Christ Superstar | Jesus Christ Superstar | Jesus Christ Superstar | Jesus Christ Superstar | Jesus Christ Superstar | Jesus Christ Superstar | Jesus Christ Superstar | Jesus Christ Superstar | Jesus Christ Superstar | Jesus Christ Superstar | Jesus Christ Superstar | Jesus Christ Superstar | Jesus Christ Superstar | Jesus Christ Superstar | Jesus Christ Superstar | Jesus Christ Superstar | Jesus Christ Superstar | Jesus Christ Superstar | Jesus Christ Superstar | Jesus Christ Superstar | Jesus Christ Superstar | Jesus Christ Superstar | Jesus Christ Superstar | Jesus Christ Superstar | Jesus Christ Superstar | Jesus Christ Superstar | Jesus Christ Superstar | Jesus Christ Superstar | Jesus Christ Superstar | Jesus Christ Superstar | Jesus Christ Superstar | Jesus Christ Superstar | Jesus Christ Superstar | Jesus Christ Superstar | Jesus Christ Superstar | Jesus Christ Superstar | Jesus Christ Superstar | Jesus Christ Superstar | Jesus Christ Superstar | Jesus Christ Superstar | Jesus Christ Superstar | Jesus Christ Superstar | Jesus Christ Superstar | Jesus Christ Superstar | Jesus Christ Superstar | Jesus Christ Superstar | Jesus Christ Superstar | Jesus Christ Superstar | Jesus Christ Superstar | Jesus Christ Superstar | Jesus Christ Superstar | Jesus Christ Superstar | Jesus Christ Superstar | Jesus Christ Superstar | Jesus Christ Superstar | Jesus Christ Superstar | Jesus Christ Superstar | Jesus Christ Superstar | Jesus Christ Superstar | Jesus Christ Superstar | Jesus Christ Superstar | Jesus Christ Superstar | Jesus Christ Superstar | Jesus Christ Superstar | Jesus Christ Superstar | Jesus Christ Superstar | 5     | 5     | 5     | 5     | 5     | 5     | 5     | 5     | 5     | 5     | 5     | 5     | 5     | 5     | 5     | 5     | 5     | 5     | 5     | 5     | 5     | 5     | 5     | 5     | 5     | 5     | 5     | 5     | 5     | 5     | 5     | 5     | 5     | 5     | 5     | 5     | 5     | 5     | 5     | 5     | 5     | 5     | 5     | 5     | 5     | 5     | 5     | 5     | 5     | 5     | 5     | 5     | 5     | 5     | 5     | 5     | 5     | 5     | 5     | 5     | 5     | 5     | 5     | 5     | 5     | 5     | 5     | 5     | 5     | 5     | 5     | 5     | 5     | 5     | 5     | 5     | 5     | 5     | 5     | 5     | 5     | 5     | 5     | 5     | 5     | 5     | 5     | 5     | 5     | 5     | 5     | 5     | 5     | 5     | 5     | 5     | 5     | 5     | 5     | 5     | Eliminada | Eliminada | Eliminada | Eliminada | Eliminada | Eliminada | Eliminada | Eliminada | Eliminada | Eliminada | Eliminada | Eliminada | Eliminada | Eliminada | Eliminada | Eliminada | Eliminada | Eliminada | Eliminada | Eliminada | Eliminada | Eliminada | Eliminada | Eliminada | Eliminada | Eliminada | Eliminada | Eliminada | Eliminada | Eliminada | Eliminada | Eliminada | Eliminada | Eliminada | Eliminada | Eliminada | Eliminada | Eliminada | Eliminada | Eliminada | Eliminada | Eliminada | Eliminada | Eliminada | Eliminada | Eliminada | Eliminada | Eliminada | Eliminada | Eliminada | Eliminada | Eliminada | Eliminada | Eliminada | Eliminada | Eliminada | Eliminada | Eliminada | Eliminada | Eliminada | Eliminada | Eliminada | Eliminada | Eliminada | Eliminada | Eliminada | Eliminada | Eliminada | Eliminada | Eliminada | Eliminada | Eliminada | Eliminada | Eliminada | Eliminada | Eliminada | Eliminada | Eliminada | Eliminada | Eliminada | Eliminada | Eliminada | Eliminada | Eliminada | Eliminada | Eliminada | Eliminada | Eliminada | Eliminada | Eliminada | Eliminada | Eliminada | Eliminada | Eliminada | Eliminada | Eliminada | Eliminada | Eliminada | Eliminada | Eliminada |

## We Are The Fallen

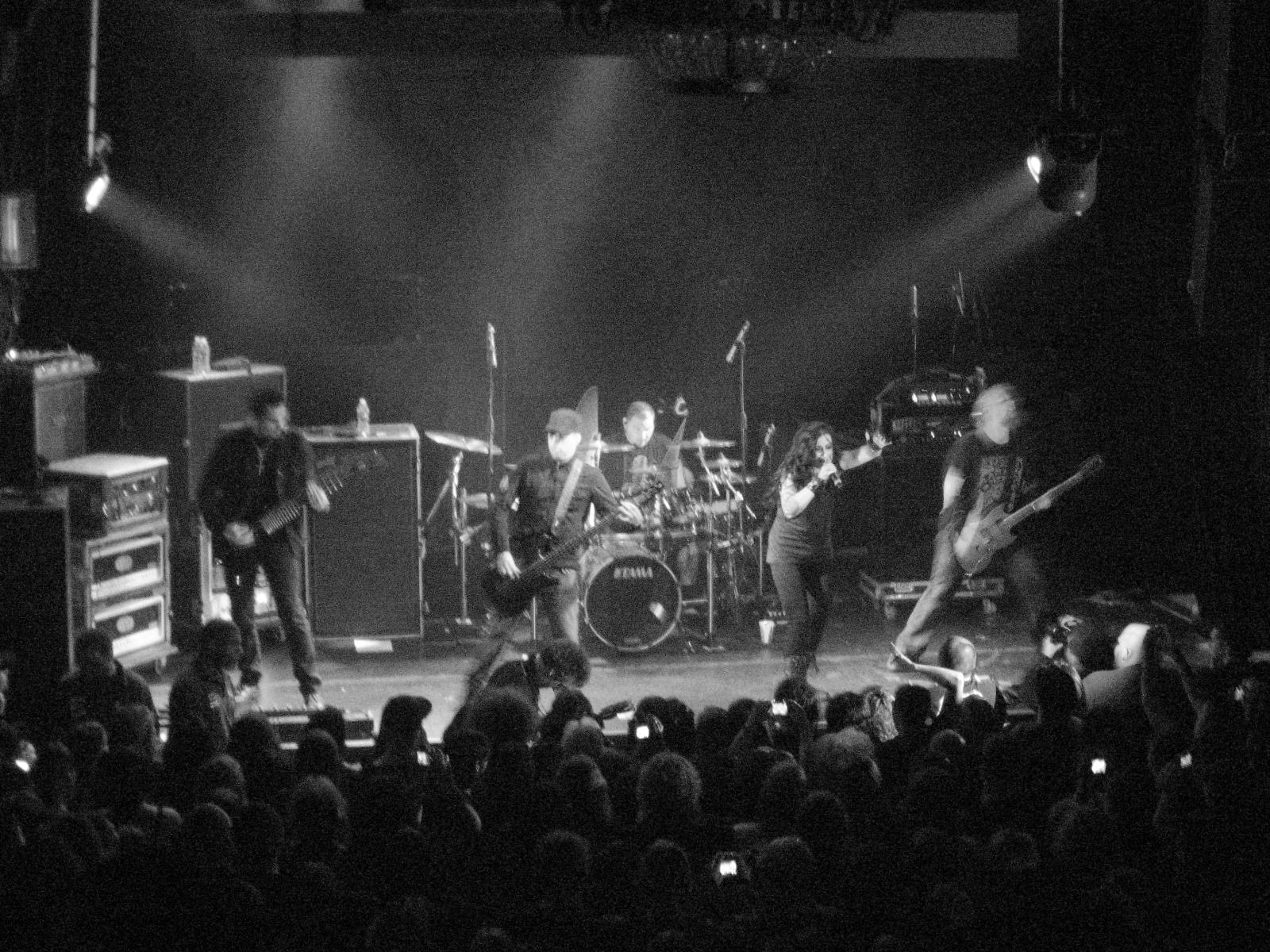
Smithson con We Are The Fallen en un concierto en Nueva York.

Tiempo después Smithson tenía planes de realizar su primer disco post Idol (y tercer álbum en general), pero esos planes se disolvieron cuando el 22 de junio del 2009 se anunció que unió fuerzas con el guitarrista y compositor Ben Moody,  exintegrante de Evanescence, en la banda de hard rock We Are The Fallen, banda en la que ella es la cantante principal.
La banda lanzó su álbum debut Tear the World Down a principios del 2010. Este álbum fue lo que Carly siempre quiso hacer musicalmente, y la banda realizó una gira por Estados Unidos, Canadá y Europa, haciéndose cada vez más conocidos y animándose a lanzar en 2012 su primer DVD oficial llamado Cirque Des Damnés, nombre francés que en español significa "Circo de los malditos".

## Discografía

### Solista
- Carly's Christmas Album (1993)
- Ultimate High (2001)

### We Are The Fallen
- Tear the World Down (2010)
- Cirque Des Damnés (2012)

### Singles como solista
| Año  | Sencillo                 | Álbum         |
| ---- | ------------------------ | ------------- |
| 2001 | I'm Gonna Blow Your Mind | Ultimate High |
| 2001 | Beautiful You            | Ultimate High |

### Singles con We Are the Fallen
| Año  | Sencillo      | Álbum               |
| ---- | ------------- | ------------------- |
| 2010 | Bury Me Alive | Tear the World Down |

#### Otros
Desde el show de los Top 12, todas las canciones interpretadas en American Idol también se grabaron como "versiones de estudio" y fueron lanzadas exclusivamente a través de iTunes.
1. "Come Together" - 3:35
2. "Blackbird" - 2:24
3. "Total Eclipse of the Heart" - 3:32
4. "Here You Come Again" - 3:05
5. "The Show Must Go On" - 3:32
6. "Without You" - 3:167.
7. "Superstar" - 3:04

Después de la final de American Idol, Carly Smithson vendió 33.000 descargas digitales en 4 días.

## Filmografía
- Fools of Fortune (1990, dir. Pat O'Connor)